# Calenzano
Calenzano (pronuncia: /kalenˈʣano/) è un comune italiano di 18 061 abitanti della città metropolitana di Firenze in Toscana.

## Geografia fisica
Il Comune di Calenzano è situato nella piana di Firenze-Prato-Pistoia e si estende su una superficie di 76,87 km². Il suo territorio, per i due terzi montuoso, è compreso tra i Monti della Calvana a ovest, che raggiungono la massima altitudine con i 916 metri di Monte Maggiore e il Monte Morello a est con i 934 metri di Poggio dell'Aia. La parte viabile più elevata è il passo delle Croci a 427 metri.
Lo attraversano in senso longitudinale numerosi corsi d'acqua che, scendendo dai rilievi circostanti, scorrono in direzione nord-sud. Da ovest verso est troviamo il torrente Marinella di Travalle, affluente del fiume Bisenzio, il torrente Marina (principale corso d'acqua del territorio e anch'esso affluente del Bisenzio) da cui prende nome l'omonima valle, la Marinella di Legri, che sfocia nella Marina e il torrente Chiosina. Quest'ultimo nei pressi dell'abitato si immette nel canale Nuovo Garille e sfocia nella suddetta Marina.
Il centro storico di Calenzano ("il Donnini") dista circa 14 km da Firenze e 6 km da Prato. Intorno all'area densamente urbanizzata e popolata, sorta soprattutto a partire dalla seconda metà del secolo scorso ai piedi del colle su cui sorgono il castello e il borgo di Calenzano Alto, il paesaggio muta radicalmente, lasciando posto a rilievi coperte di boschi e uliveti tipici dei dintorni di Firenze e di Prato. Il territorio comunale confina in senso orario con i comuni di Barberino di Mugello, San Piero a Sieve, Vaglia, Sesto Fiorentino, Campi Bisenzio, Prato e Vaiano.
A Calenzano si trovano anche due stazioni ferroviarie (Calenzano e Pratignone) dove fermano treni interregionali (linea Firenze-Prato-Bologna) e regionali (linea Firenze-Prato-Pistoia-Lucca-Viareggio).
- Classificazione sismica: zona 3s
- Classificazione climatica: zona D, 1 740 GG
- Diffusività atmosferica: bassa, Ibimet CNR 2002

## Storia

### Dalla Preistoria all'Alto Medioevo
Le prime tracce di antropizzazione di questo territorio datano a circa 40 000 anni fa, in pieno Paleolitico e sono costituite da numerosi strumenti litici, specie in diaspro rosso, ritrovati in particolare nella zona di Travalle. All'età del bronzo risalgono i primi insediamenti umani, dei villaggi di capanne dislocati nella fascia pedemontana. Il popolo più antico che abitò questo territorio pare sia stato quello dei Liguri. Erano queste genti pastori nomadi, provenienti dalla Liguria e dal Piemonte che si stanziarono nell'area tra il Bisenzio e l'Arno verso il 2000 a.C. È una teoria ormai consolidata quella secondo cui i Liguri furono ricacciati verso nord-ovest dall'avanzata degli Etruschi. Numerosi sono stati nel corso degli anni i ritrovamenti archeologici che testimoniano la massiccia presenza del popolo tirrenico a Calenzano. Uno su tutti, anche se situato in territorio pratese alla confluenza tra il fiume Bisenzio e il torrente Marinella di Travalle, è quello della città di Gonfienti, edificata alla fine del VII secolo a.C. ed estesa su una superficie di ben 17 ettari. Nel 1735 fu rinvenuta sulle pendici di Poggio Castiglioni (un colle posto ai confini tra Calenzano e Prato) la statuetta bronzea detta "l'offerente", oggi conservata al British Museum di Londra. Infine, il reperto forse più importante: il famoso "Cippo di Settimello". Si tratta di un monumentale cippo scolpito in pietra che doveva esser posto sopra un tumulo funerario, da prima conservato al Museo Archeologico di Firenze è oggi collocato nella villa Corsini di Castello.
Arriviamo dunque al periodo della dominazione romana. Le tracce più evidenti lasciate dai latini sono di tre tipi: assetto del territorio, ritrovamenti archeologici e toponomastica. Dalla fondazione della colonia di Florentia tra il 30 e il 15 a.C. derivò una generale opera di riorganizzazione della piana circostante. Le zone paludose furono in gran parte bonificate e le terre a nord e a sud dell'Arno, fino al pistoiese, vennero sottoposte alla centuriazione. Partendo da un centro, come accadeva per disegnare la pianta viaria di città e accampamenti, si tracciavano un cardo e un decumano sui quali si intersecavano in modo ortogonale altre linee che formavano quadrati con lati di circa 700 metri. Questi quadrati costituivano singole unità agricole che spesso venivano redistribuite tra i legionari veterani di guerra. Osservando dall'alto la piana a ovest di Firenze, tale suddivisione è ancora ben visibile. Strade vicinali, fossi e confini di campi seguono le direttrici tracciate dagli antichi agrimensori.
Tutta la piana era in quel tempo attraversata dalla via Cassia che collegava Florentia con Pistoia, Lucca e il porto di Luni. La presenza di questo percorso è testimoniata dai nomi dei luoghi. Terzolle, Quarto, Quinto, Sesto e Settimello non indicano altro che la distanza in miglia da Firenze. La Tabula Peutingeriana pone in corrispondenza del nono miglio la mansio (stazione di posta e cambio dei cavalli) denominata Ad Solaria. Durante i lavori per la realizzazione di una rotonda nella zona detta "il Rosi", sono venuti alla luce i resti di un grande complesso dotato di magazzini, cortile interno e un pozzo, databile al I-II secolo d.C. e identificato dagli studiosi proprio con la sopracitata mansio Ad Solaria. Non è un caso che questa stazione di posta si trovasse in corrispondenza dell'incrocio tra la Cassia e una delle direttrici che andavano verso nord (è il percorso dell'attuale SP8) e valicato il passo delle Croci, raggiungevano il Mugello ricollegandosi alla via Flaminia militare. Di notevole interesse è stato inoltre il ritrovamento nel 2003 dei resti di una villa-fattoria di età augustea poco oltre la località detta "La Chiusa", tra la collina di Montedomini e il torrente Marina. Dagli scavi, condotti dalla Soprintendenza per i Beni Archeologici della Toscana, si è potuto evidenziare che l'edificio fu occupato per tutta l'età imperiale e abbandonato nel periodo tardo antico a seguito di un incendio.
Vista la sua posizione geografica è evidente che Calenzano, o meglio il primo nucleo che sarebbe diventato il paese attuale, aveva in quel periodo un'importanza strategica notevole, non solo per quanto riguarda la viabilità. Pochi sanno infatti che proprio dalla frazione della Chiusa partiva l'acquedotto che riforniva d'acqua Florentia. Sarà facile notare come "Chiusa" sia un toponimo parlante, dal momento che ricorda la presenza dell'imboccatura dell'acquedotto che captava le acque del torrente Marinella di Legri, scelto dagli ingegneri romani per la sua portata costante durante tutte le stagioni. Si trattava di un'opera di alto livello tecnico realizzata nei primi anni del II secolo d.C., costituita in gran parte da un cunicolo interrato, a tratti ancora esistente, che usciva all'aperto nella zona di Rifredi e proseguiva fino alla città su arcate. Calenzano ha già nel nome un ricordo della presenza latina: il suffisso -ano è indice certo di fondazione romana. Un'ipotesi non accertata faceva derivare il nome del paese da quello di un'antichissima famiglia fiorentina, i Calenzia, che avrebbe posseduto terre in questa zona. Sembra però più probabile che il toponimo tragga origine dal nome proprio di persona latino Calentius. Nell'età tardoantica e nell'Alto Medioevo si verifica anche a Calenzano quel fenomeno di "vuoto documentario" comune a tante parti d'Europa. Di nuovo può esserci d'aiuto la toponomastica: "castellare", "castiglione", "castellaccio" indicano con molta probabilità la presenza di insediamenti militari bizantini e longobardi. "Salenzano" un piccolo abitato posto in posizione elevata a nord di Legri, trarrebbe origine da sala, termine longobardo che indicava prima una casa da signore e conseguentemente una proprietà terriera. A seguito del crollo del sistema statale romano, vengono meno le condizioni che rendevano possibile un'adeguata manutenzione delle vie consolari. Le zone pianeggianti sono soggette all'azione di bande di briganti e ai periodici straripamenti del torrente Marina. Pertanto si inizia a usare maggiormente una viabilità di crinale, che corre e valica le creste montuose.

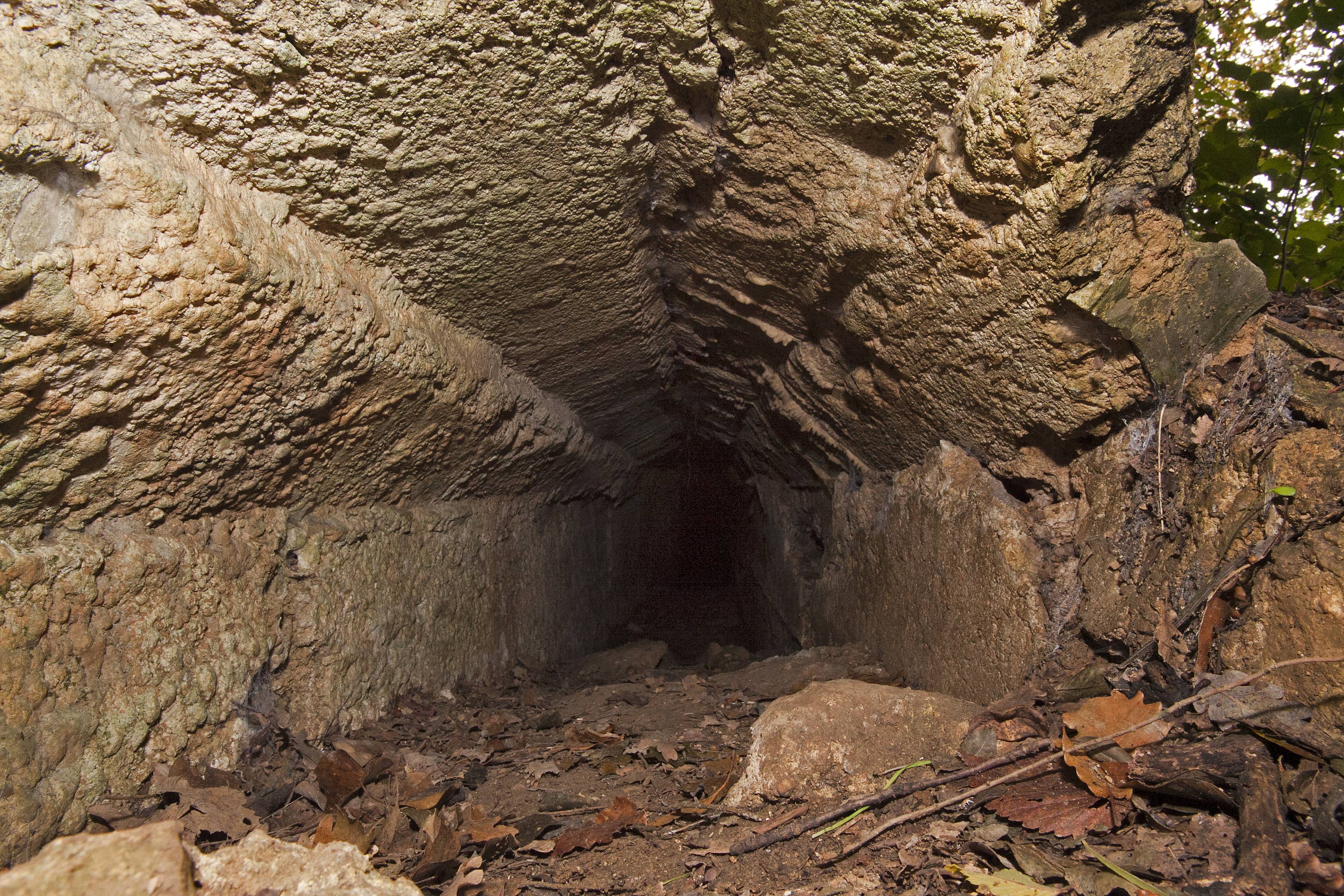
Resti del condotto sotterraneo dell'acquedotto romano in località La Chiusa

Nei primi secoli dell'Alto Medioevo al sistema insediativo e produttivo della villae, sorto in età imperiale, si sostituisce gradualmente quello che fa capo alle pievi. I tre plebati più antichi del territorio di Calenzano sono quello di San Donato, di Santa Maria a Carraia e di San Severo a Legri, tutti fondati tra il X e l'XI secolo. La chiesa di San Niccolò, all'interno del borgo fortificato del castello, diverrà pieve solo nel 1799, distaccandosi dal plebato di San Donato. La testimonianza architettonica più rilevante per l'Alto Medioevo è costituita senz'altro dalla pieve romanica di San Severo a Legri. Citata per la prima volta in documenti del X secolo ma probabilmente di fondazione più antica, forse addirittura risalente al V-VI secolo. La chiesa, così come il vicino castello, possesso dei conti Guidi, sorgeva sull'antica via (uno dei percorsi "di crinale" di cui parlavamo prima) che dalla valle del torrente Marinella, risalendo i contrafforti montuosi arrivava nella località detta "Il Carlone", nei pressi di Vaglia e quindi in Mugello.

### Il Basso Medioevo

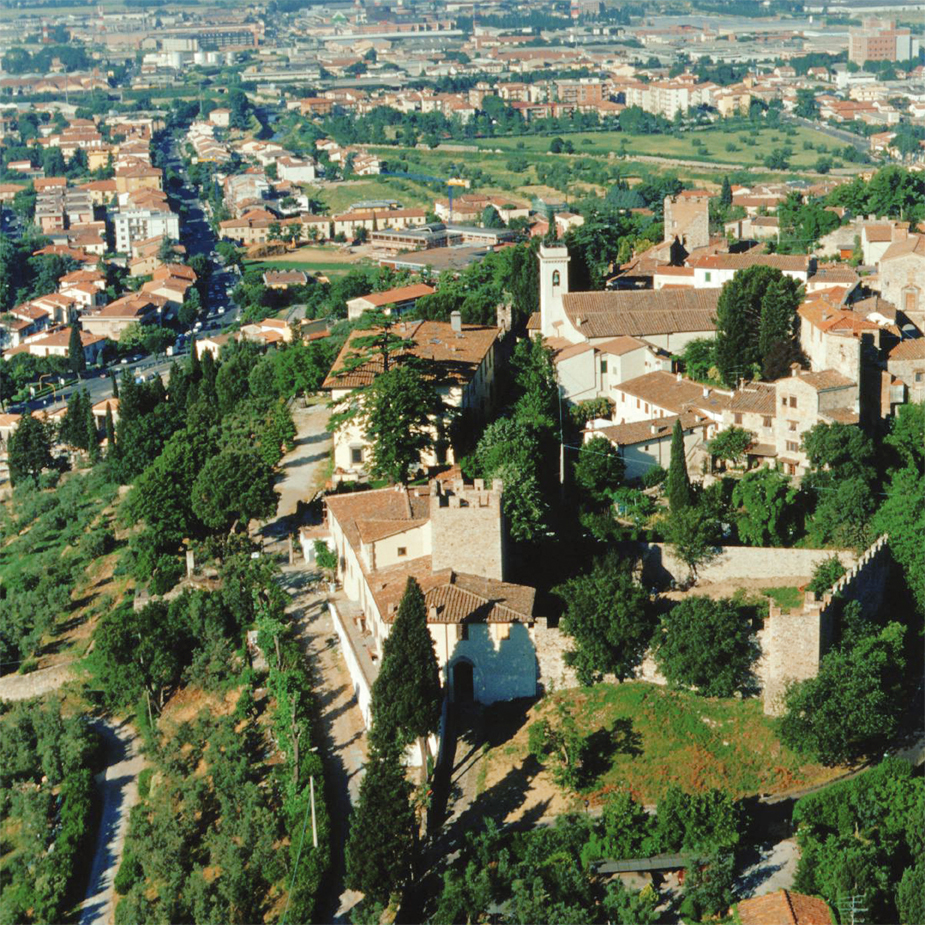
Veduta aerea del castello di Calenzano

Valicato il grande spartiacque cronologico dell'anno mille, incontriamo il primo documento in cui è citato il nome "Calenzano". Si tratta di una bolla di papa Innocenzo II del 1134 in cui si nomina la "curtem de Calenzano". La seconda attestazione è costituita da un editto dell'imperatore Enrico VI del 1191 in cui il figlio di Federico Barbarossa conferma ai conti Guidi da Modigliana i loro possessi in Toscana, tra i quali compaiono: "Kalenzanum cum tota curte sua; quidquid habet in monte Morello, quartam partem Castri de Ligari". Proprio alla potente famiglia comitale dei Guidi si deve con ogni probabilità il primo incastellamento della collina di Calenzano. Questo nucleo originario del castello assunse nel XII secolo una notevole importanza strategica, situato com'era al confine tra due diocesi, quella di Firenze e Pistoia (Prato lo diventerà solo nel 1653) e i domini feudali dei già citati Guidi, dei conti Alberti, che controllavano la Val di Bisenzio, e degli Ubaldini, signori ghibellini del Mugello. Risalgono al XIII secolo le prime menzioni di Calenzano inteso come "castello". Ne troviamo traccia nel Libro di Montaperti del 1260 e nel Libro degli Estimi del 1269. In questa seconda fonte in particolare si descrivono i danni subiti dai guelfi di Firenze dopo la sconfitta nella battaglia di Montaperti per opera dei ghibellini, i quali provocarono ingenti distruzioni anche al castello di Calenzano.
Dai Guidi il castello passò sotto la giurisdizione del vescovo di Firenze e infine agli inizi del '300 divenne possesso della Repubblica di Firenze. È interessante notare che altri tre castelli erano dislocati lungo la Val di Marina: Quello di Combiate, presso il passo delle Croci, di cui non resta traccia, difendeva l'accesso alla piana da nord; quello di Legri, già possesso dei conti Guidi poi dei Figiovanni e dei Cattani-Cavalcanti, restaurato in anni recenti in stile neogotico è oggi residenza privata; e il castello di Travalle, anch'esso antico feudo dei Guidi. La proprietà di quest'ultimo, divisa tra i Tosinghi e i Lamberti, fu acquistata dal Comune di Firenze nel 1225. Passato quindi all'antica famiglia dei Corbinelli, a loro rimase per tutto il '600. Da allora il "castellaccio" di Travalle, come viene chiamato, costituisce uno dei poderi della grande villa fattoria prima degli Strozzi Alamanni, poi dei Ganucci Cancellieri. Ai castelli si affiancavano nel controllo del territorio numerose torri d'avvistamento, come la torre di Collina, la "Torraccia" o la torre di Baroncoli.

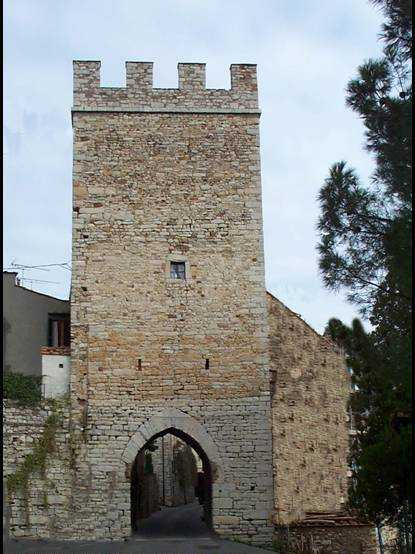
La "portaccia", ingresso al borgo medievale da sud

Il fatto storico più rilevante che riguarda il castello avvenne la notte tra il 4 e il 5 ottobre 1325. Le milizie ghibelline del condottiero lucchese Castruccio Castracani, reduci dalla vittoriosa battaglia di Altopascio, attaccarono e incendiarono le fortificazioni senza incontrare resistenza durante la loro avanzata su Firenze. In quel secolo di guerre continue che fu il '300, Calenzano subì nuovamente gravi devastazioni. Nel 1351 fu assediato e danneggiato dalle truppe dei Visconti di Milano guidate da Giovanni di Oleggio. A quel punto la Repubblica fiorentina, consapevole di non poter rinunciare a una roccaforte che era la vera porta d'accesso alla piana fiorentina da ovest, decise di prendere provvedimenti. Le strutture difensive furono consolidate e ampliate, facendo assumere alla cerchia muraria la conformazione che conserverà per i secoli a venire. Questi dispendiosi lavori si dimostrarono efficaci quando nel 1363 i pisani, fiancheggiati dai mercenari inglesi di Giovanni Acuto, imperversarono per il contado di Firenze, depredando e saccheggiando. Le mura del castello resistettero e fornirono riparo anche agli abitanti della vicina Sesto. In quello stesso anno il Comune di Firenze deliberò un ulteriore rafforzamento delle opere di difesa e decretò il divieto assoluto per gli abitanti, pena una multa di 1 000 libbre di fiorini piccoli, di costruire o abitare case o capanne addossate alle mura del castello o in un perimetro di 200 braccia intorno ad esse.

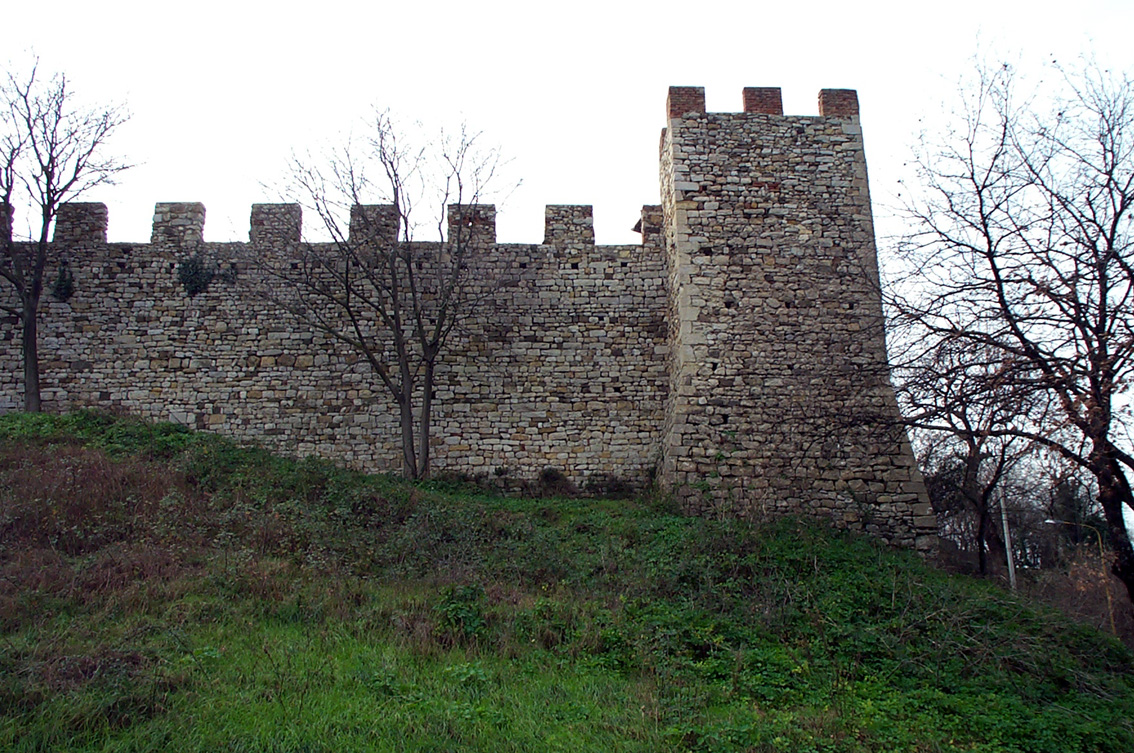
Il bastione sul lato nord delle mura trecentesche

Tra gli ultimi decenni del '300 e i primi del '400 il castello di Calenzano raggiunse l'apice del suo splendore, a livello sia economico sia militare. Ma come spesso accade, dopo il massimo momento di gloria arriva, seppur lentamente, il declino. Dopo che la Repubblica fiorentina ebbe esteso e consolidato i suoi domini in Toscana, il castello di Calenzano perse l'importanza strategica che aveva acquisito nei secoli precedenti e da avamposto militare si trasformò progressivamente in centro abitativo a carattere agricolo. Già nel 1452 la magistratura dei Dieci di Balia dovette prendere provvedimenti per far riparare nuovamente le strutture difensive. "Rimaste così ferme per i secoli a venire, nella loro configurazione tipicamente medievale, le mura di Calenzano ebbero da respingere solo gli assalti del tempo, che portava la rovina delle pietre, e quelli abbastanza modesti per la verità, degli uomini che costruivano sopra le mura".
Al 1411 risalgono i primi statuti della Lega e Comune di Calenzano, conservati nell'Archivio di Stato di Firenze. Vi sono contenute le norme, aggiornate a più riprese nel 1516, 1594 e 1635, riguardanti i vari aspetti della vita pubblica: l'elezione dei rettori a capo di ogni "popolo", degli otto consiglieri che reggevano la comunità, la riscossione delle tasse, dei dazi e l'amministrazione della giustizia. Firenze esercitava il suo controllo amministrativo e militare sul territorio tramite un capitano, affiancato da un podestà. 

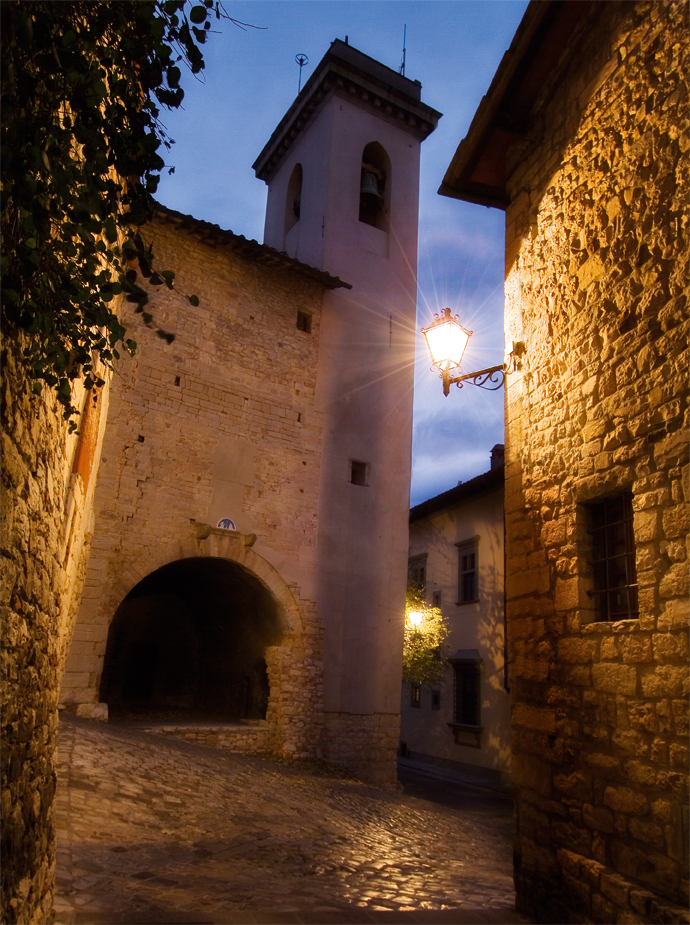
Il campanile della chiesa di San Niccolò

Nel 1512 Calenzano non fu toccato per sua fortuna dalle truppe papaline e dai mercenari spagnoli autori del famoso sacco di Prato, che misero a ferro e fuoco anche Campi Bisenzio. In quel tragico frangente che fu l'assedio di Firenze del 1529-1530, sappiamo che il castello venne usato come piazzaforte militare nel contado, senza tuttavia subire danni: "si tenne per fortezza et ne fu commissario Agnolo Anselmi, cittadino fiorentino". Se, come abbiamo visto, l'importanza militare del borgo fortificato era già diminuita nel secolo precedente, Calenzano dopo la proclamazione del Granducato sotto Cosimo I, perse definitivamente ogni rilevanza strategica. Le torri vennero affittate a privati che ne fecero abitazioni, mentre i terreni furono usati a scopi agricoli.

### L'età moderna
Giunti a questo punto della nostra breve narrazione vediamo come nel corso del '400 si verifica un altro fondamentale cambiamento nel sistema di controllo e gestione del territorio. Venuta meno, lo si è già sottolineato, l'esigenza di mantenere piazzeforti militari nel contado, l'organizzazione socio-economica e degli insediamenti non ha più al centro i castelli, ma bensì le ville-fattoria appartenenti a potenti famiglie fiorentine o originarie della campagna stessa. Sia che fossero nobili di antica data o borghesi arricchiti con la mercatura e le operazioni finanziarie, a partire dal XV secolo, gli esponenti dei ceti elevati iniziarono a reinvestire i loro ingenti capitali acquistando o ampliando "case da signore" e poderi, spesso di grandi dimensioni, lavorati dai contadini con le loro famiglie.

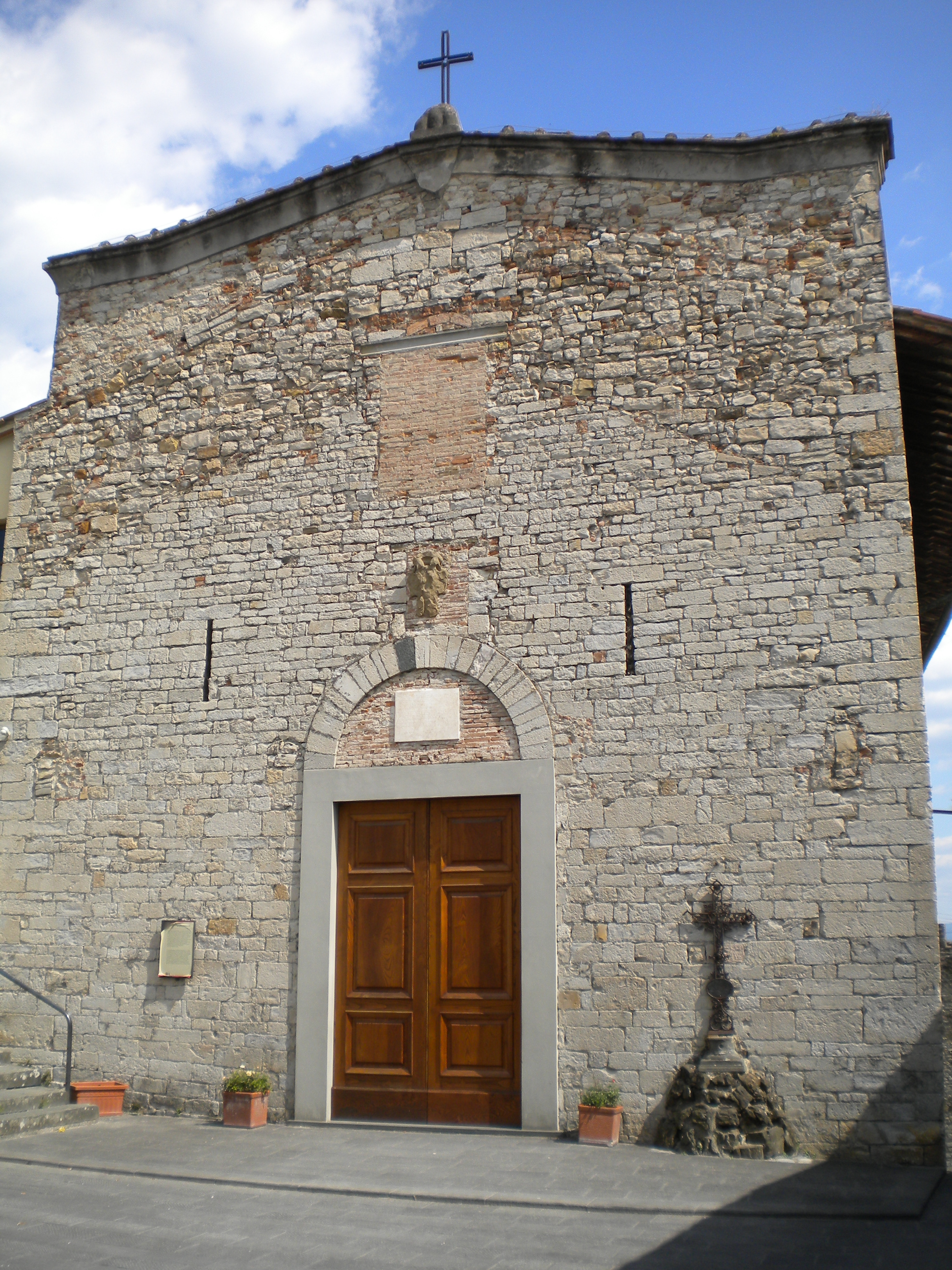
La facciata della pieve di San Niccolò

È l'inizio della mezzadria, quel regime di conduzione delle terre coltivabili che caratterizzerà la Toscana e non solo fino a tutta la prima metà del Novecento e che tanta parte ebbe nelle formazione nell'identità socio-culturale delle nostre campagne. All'interno di questo nuovo contesto prese avvio, tra XV e XVI secolo, quella che potremo definire come fase preindustriale. Gli impianti messi in opera a quel tempo erano soprattutto mulini ad acqua e fornaci, la cui attività si legava al lavoro agricolo e all'economia della villa-fattoria. Dai documenti del tempo risulta che a Calenzano erano attivi ben 23 mulini, dei quali 18 funzionavano ancora ai primi del Novecento. Le fornaci, che tanta parte avranno nello sviluppo industriale del territorio nel XX secolo, erano 20 e almeno 10 di queste sorsero per le esigenze delle ville padronali. Vi si producevano infatti oltre ai laterizi anche orci e altri recipienti in terracotta. Da una di queste, ubicata nella zona di Settimello e di proprietà dei Ginori, nel 1573 arrivò a Firenze la calcina necessaria alla ricostruzione del ponte di Santa Trinita.
Verso il 1575 Giovanni Battista Cavalcanti impiantò un opificio per la fabbricazione della carta in un luogo che da quel momento prese il nome di "Fogliaia". L'impresa però non ebbe fortuna a causa del regime incostante del torrente Marina, le cui acque erano state incanalate per azionare i magli. La coltivazione del gelso e la lavorazione della seta presero avvio nello stesso periodo, ma si diffusero maggiormente in Toscana a partire dalla seconda metà del XIX secolo. Possiamo far rientrare in questa fase di pre-industrializzazione anche l'allevamento del bestiame, lo sfruttamento razionale dei boschi e la produzione di vino e olio d'oliva.

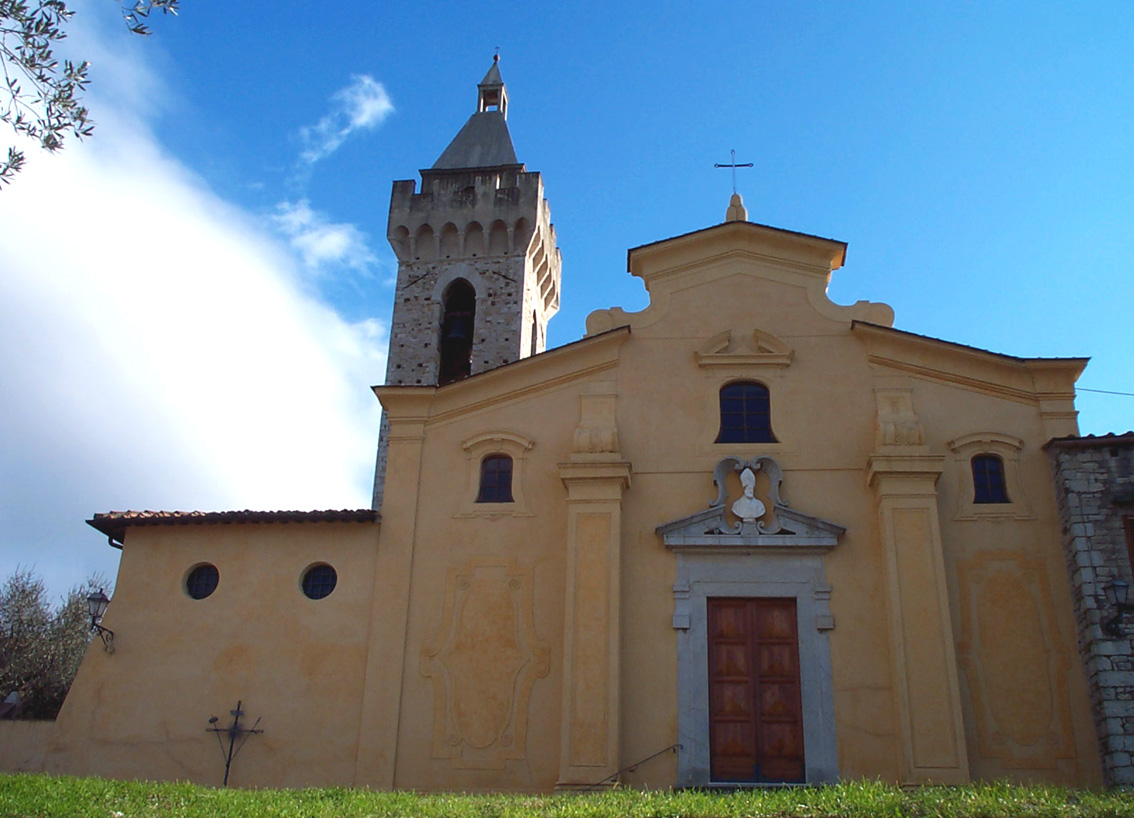
La Pieve di San Donato

Molte furono le famiglie illustri che ebbero tra i loro possessi case e terreni nel castello di Calenzano e nel territorio circostante. Una su tutte i Ginori, la cui storia è legata a doppio filo con quella di questo spicchio di Toscana. Gino di Benvenuto, originario del popolo di San Niccolò (la chiesa castellana), ne fu il capostipite agli inizi del XIV secolo. Proprietari di molte case dentro le mura del castello e terreni nella pianura circostante, secondo il catasto fiorentino del 1427 i Ginori risultarono la famiglia più ricca di Firenze. Agli inizi del '500 costruirono lungo il perimetro delle vecchie mura orientali, inglobate nei nuovi edifici, la villa conosciuta ancora col loro nome. Interessante esempio di architettura rinascimentale, si contraddistingue per la semplicità e l'eleganza delle linee, inconfondibile col biancore dei suoi intonaci che spicca nel verde intenso degli ulivi e dei cipressi circostanti. Oltre ai Ginori molte altre famiglie di alto lignaggio ebbero la loro origine a Calenzano. Tra quelle più antiche troviamo gli Scali, i Tosinghi (o Della Tosa), i Bonaccorsi e i Cavalcanti. Appartenevano invece al ceto mercantile gli Arrighetti, i Benvenuti, gli Onorati, i Marucelli e gli stessi Ginori.
Una delle caratteristiche che contraddistinguono il territorio di Calenzano è quella di aver conservato molto del suo passato contadino, a livello sia paesaggistico sia architettonico, nonostante l'espansione urbanistica e demografica che ha interessato l'area soprattutto a partire dagli anni settanta. Adagiate su colline sapientemente modellate dal lavoro dell'uomo, o su terreni fertili e ricchi, fanno bella mostra di sé tante di quelle ville a cui accennavamo poc'anzi. Alcune svolgono ancora oggi la funzione di azienda agricola per cui erano state costruite e in molte si produce l'olio extravergine d'oliva vanto dell'enogastronomia locale. 

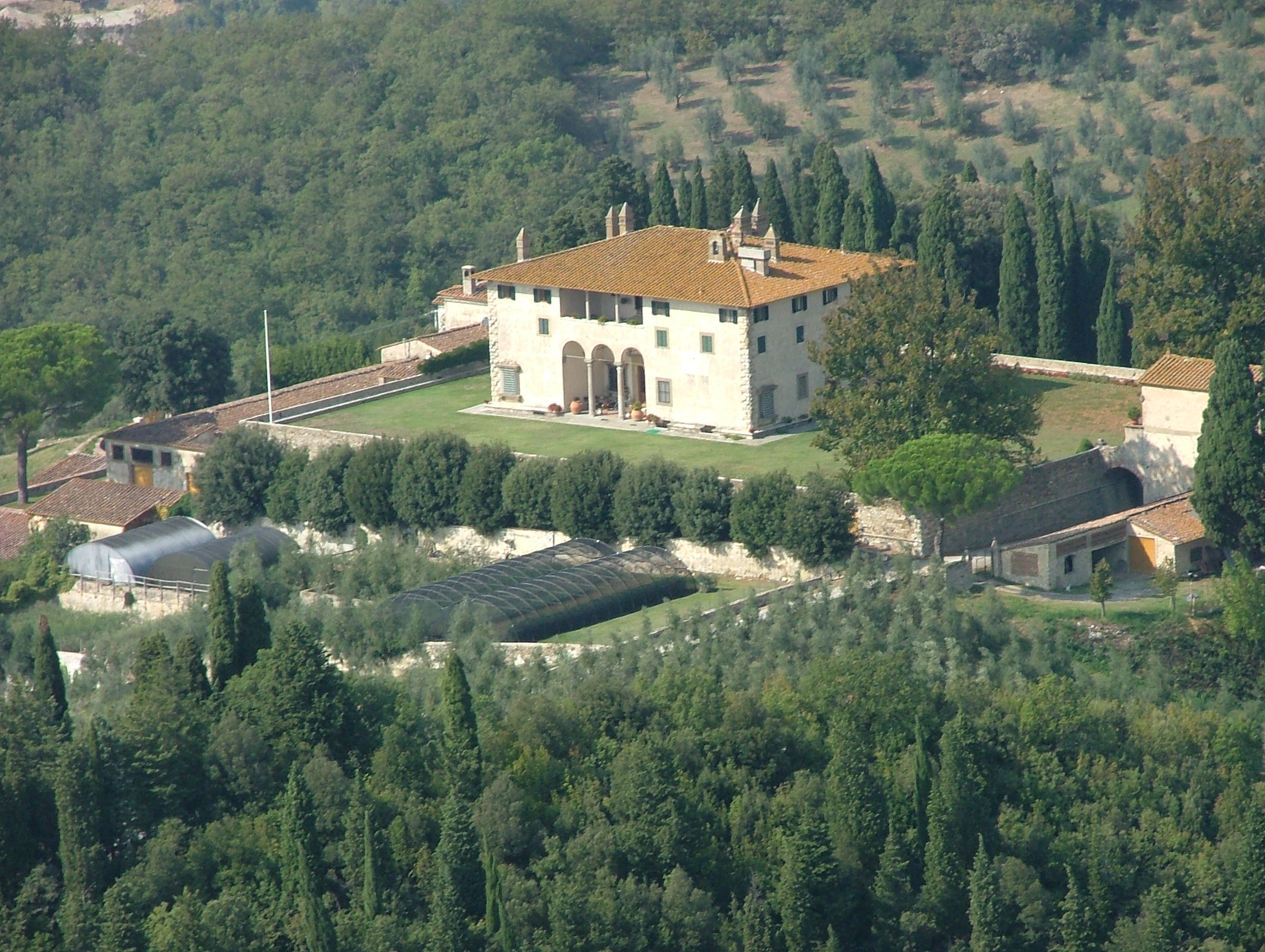
Veduta dall'alto della Villa Ginori a Collina

Troppo lungo e dispersivo sarebbe in questa sede ricordare tutte le grandi tenute signorili che abbelliscono la campagna di Calenzano. Ci limiteremo pertanto a ricordare solo le più notevoli dal punto di vista storico e architettonico. La villa Ginori a Collina, perfetto esempio di villa-fattoria cinquecentesca, situata su un colle in posizione panoramica domina il lato sinistro della val di Marina. Costruita nel '500 dalla ricca famiglia fiorentina dei Salviati — pare che vi abbia lavorato anche Baccio Bandinelli — su una preesistente torre medievale degli Aliotti, passò per un breve periodo ai principi Borghese di Roma, dal 1794 al 1843. A quel tempo fu acquistata da Marianna, figlia del marchese Lorenzo Ginori Lisci, che pensò di utilizzare i fitti boschi che tuttora la circondano come riserva di legname per alimentare i forni della prestigiosa Manifattura di porcellane di Doccia. La fattoria appartiene oggi ai parenti dell'ultimo marchese Paolo Venturi Ginori Lisci, scomparso nel 2000. Vi si producono olio extravergine d'oliva, vino e legname. Nei pressi della villa, collegato al giardino da un insolito cavalcavia, è posto l'oratorio della Visitazione, costruito nel '500 e interamente affrescato da Bernardino Poccetti.

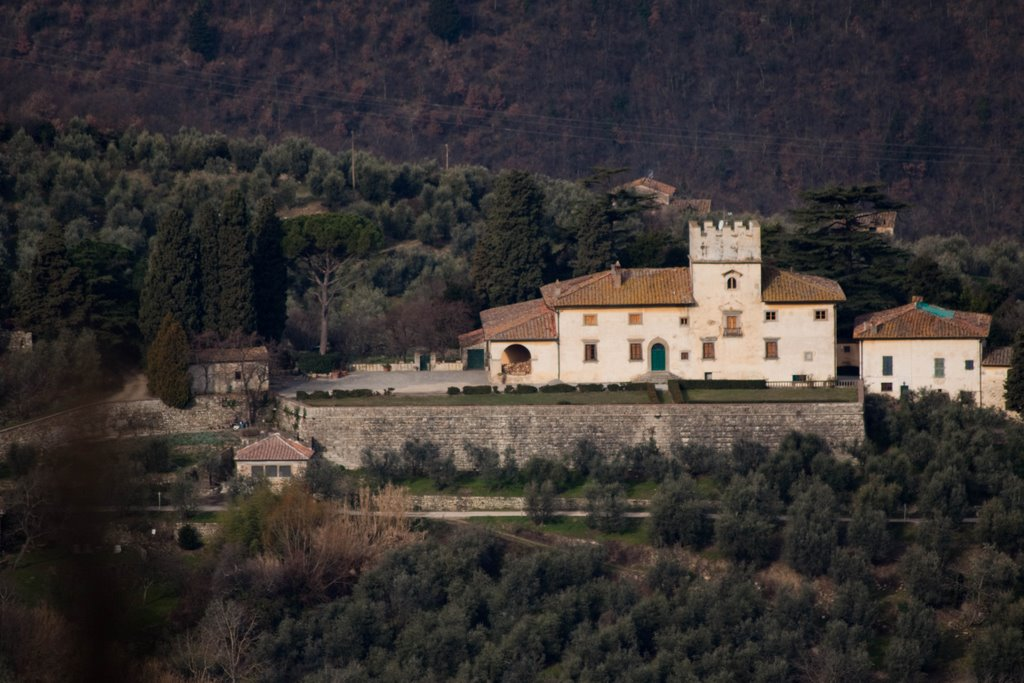
La fattoria di Volmiano

La villa fattoria di Volmiano è incastonata tra le pendici occidentali di Monte Morello, a poca distanza dall'abitato di Legri. Se il nome tradisce un'origine romana, il nucleo della fattoria si sviluppò, così come accadde per Collina, intorno a una torre medievale. Di proprietà dell'importante famiglia fiorentina dei Cerretani fin dal '400, passò poi ai Gondi Cerratani e fu acquistata infine nel 1929 da Luisa Citernesi, Nei pressi della villa si conservano un piccolo oratorio gentilizio dedicato a San Giovanni Decollato con affreschi della scuola di Filippo Lippi e una fontana costruita nel Settecento.

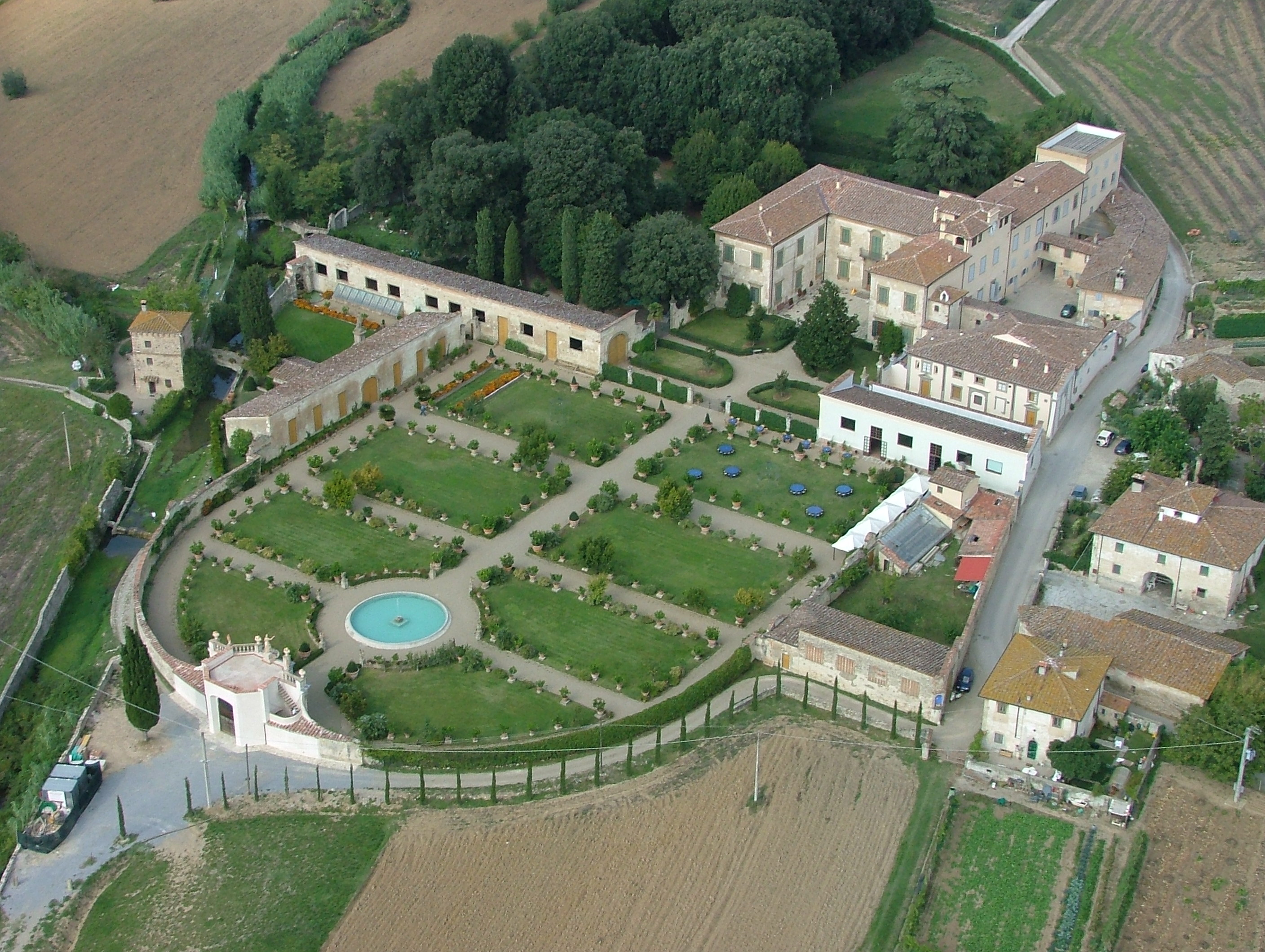
La fattoria di Travalle col giardino all'italiana

Infine la principesca villa fattoria di Travalle, frazione di Calenzano racchiusa in una valletta ai piedi dei monti della Calvana. Proprio da questi monti scendono numerosi rivi che la rendono fertile e ricca d'acqua. Qui gli Strozzi, che da secoli vi possedevano case coloniche e poderi, costruirono la sfarzosa villa fattoria, abbellita da un giardino all'italiana con statue barocche, una fontana, un ninfeo e dotata di tutti gli annessi che la rendevano un'azienda funzionale, quali le stalle, i fienili, il frantoio, la cantina, le serre e le limonaie, oltre alla cappella privata. Alla fine del '600 la villa e le proprietà che le facevano capo passarono ai Rucellai, poi agli Incontri, ai Pandolfini, di nuovo agli Strozzi, in particolare al ramo degli Strozzi Alamanni e infine ai Ganucci Cancellieri di Pistoia.
Intorno alle ville fattoria dei ricchi signori locali o fiorentini si aggregarono i tanti poderi in cui si era frammentato il territorio a partire dal '400. Queste proprietà di famiglie nobili o che comunque vantavano potenza e prestigio, erano di sovente esentate dal pagamento delle tasse. Il fisco era invece molto gravoso per i piccoli possidenti che a stento riuscivano a ricavare dalla terra quel tanto che bastava per sopravvivere. Lo si evince dalla generale indigenza delle parrocchie rurali, intorno alle quali era radunata la popolazione.
Durante il '600 non si registrano eventi di particolare rilievo che riguardano il territorio. La vita dovette scorrere relativamente sonnacchiosa e tranquilla in questo secolo che fu contraddistinto per la Toscana, così come per il resto d'Europa, da una generale crisi economica e demografica.
Il secolo dei lumi — il Settecento — si apre invece con un avvenimento degno di nota. Seppur non vi siano prove certissime, pare che il marchese Carlo Ginori, fondatore della Manifattura di porcellane di Doccia nel 1735, avesse condotto i primi esperimenti di cottura con l'aiuto di maestranze fatte venire espressamente da Vienna, nella fornace che la sua famiglia possedeva ai piedi del castello di Calenzano. Il paese e il suo contado godettero certamente dei benefici delle numerose riforme portate avanti da Pietro Leopoldo, secondo granduca della dinastia lorenese. Tra tutte ricordiamo l'abolizione dei dazi interni sul commercio del grano e dei limiti alla produzione di pane, la soppressione delle corporazioni medievali, ostacolo allo sviluppo di un libero mercato e dei conventi, oltre che di molti enti e compagnie religiose ritenute improduttive, la fine degli antichi privilegi e vincoli feudali e la redazione di un nuovo catasto. Un'opera questa che proseguirà sotto la dominazione francese e sarà ultimata dal granduca Leopoldo II negli anni venti dell'Ottocento. 

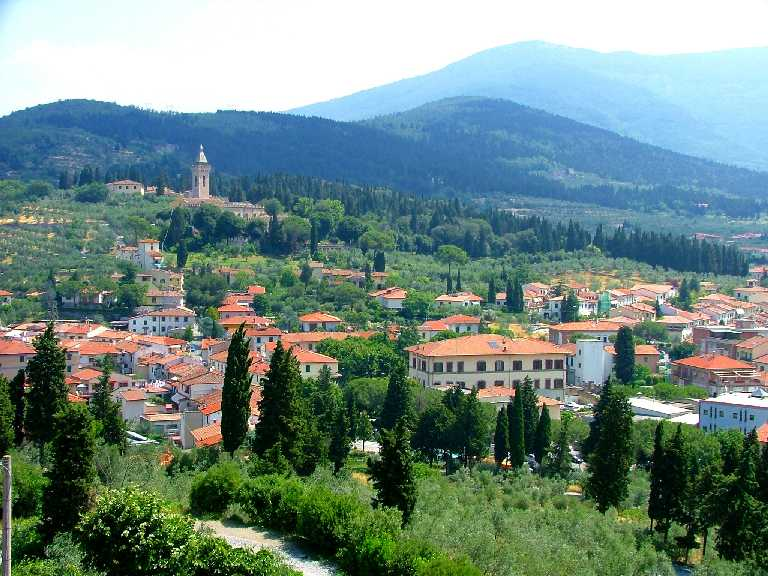
Panorama di Calenzano dall'altana della Porta al Serraglio

Sullo scorcio finale del Settecento il vento della Rivoluzione francese attraversa le Alpi e soffia impetuoso anche sulla Toscana. Il 25 marzo 1799 le truppe francesi di Napoleone occupano Firenze e il granduca Ferdinando III parte per l'esilio a Vienna. Dopo una brevissima restaurazione, dal marzo del 1800 i francesi controlleranno stabilmente la Toscana, trasformata prima in Regno d'Etruria e governata dai Borbone-Parma dal 1801 al 1807 e successivamente inglobata nell'Impero come Provincia. Il territorio venne diviso in tre Dipartimenti: Arno, Mediterraneo e Ombrone. Il Comune rientrò nel Dipartimento dell'Arno e fino al 1814, anno della caduta di Bonaparte dopo la sconfitta subita nella battaglia di Lipsia, fu amministrato da un maire — un sindaco — come veniva chiamato con termine francese. Bisogna, giunti a questo punto, fare una piccola digressione tornando indietro nel tempo fino alla metà del '500, per vedere quali furono i maggiori cambiamenti che riguardarono l'amministrazione di Calenzano. Dall'epoca di Cosimo, primo granduca di Toscana, la comunità di Calenzano aveva perso la sua autonomia ed era passata sotto la giurisdizione del podestà di Campi. Un suo notaio veniva una o due volte la settimana "a rendere ragione", cioè a sbrigare le questioni di pubblica amministrazione che gli competevano. Il Comune riacquisterà la sua autonomia solo nel 1809, all'inizio del mandato del primo maire, il farmacista Giuseppe Cecchi. In questo periodo il centro della vita sociale ed economica di Calenzano si sposta progressivamente dal vecchio e cadente castello alla pianura. Si tratta però, come vedremo, di uno spostamento lento e non definitivo, che riguarda in primis la sede del municipio che nel giro di circa quarant'anni cambia tre volte ubicazione. Proprio seguendo questi spostamenti, si può ricostruire la storia dello sviluppo sociale ed economico di Calenzano nel XIX secolo. Il sindaco farmacista Cecchi aveva delle proprietà nella frazione di Chiosina e perciò la sede del maire venne stabilita in un edificio situato vicino al ponte sul torrente che dava il nome al luogo stesso. Quando invece divenne maire il signor Giuseppe Frittelli, esponente di una famiglia arricchita di recente, la sede del potere politico e amministrativo tornò sul colle del castello, in quella stessa villa Arrighetti che aveva ospitato la podesteria cinquecentesca. L'edificio fu scelto perché i Frittelli in quegli anni erano divenuti proprietari di terre e case situate a Calenzano Alto. A loro si deve la costruzione del primo nucleo di quello straordinario complesso architettonico in stile eclettico che diventerà a cavallo tra Ottocento e Novecento la villa Vespasiana, conosciuta oggi col nome di villa Peragallo.

### L'età contemporanea

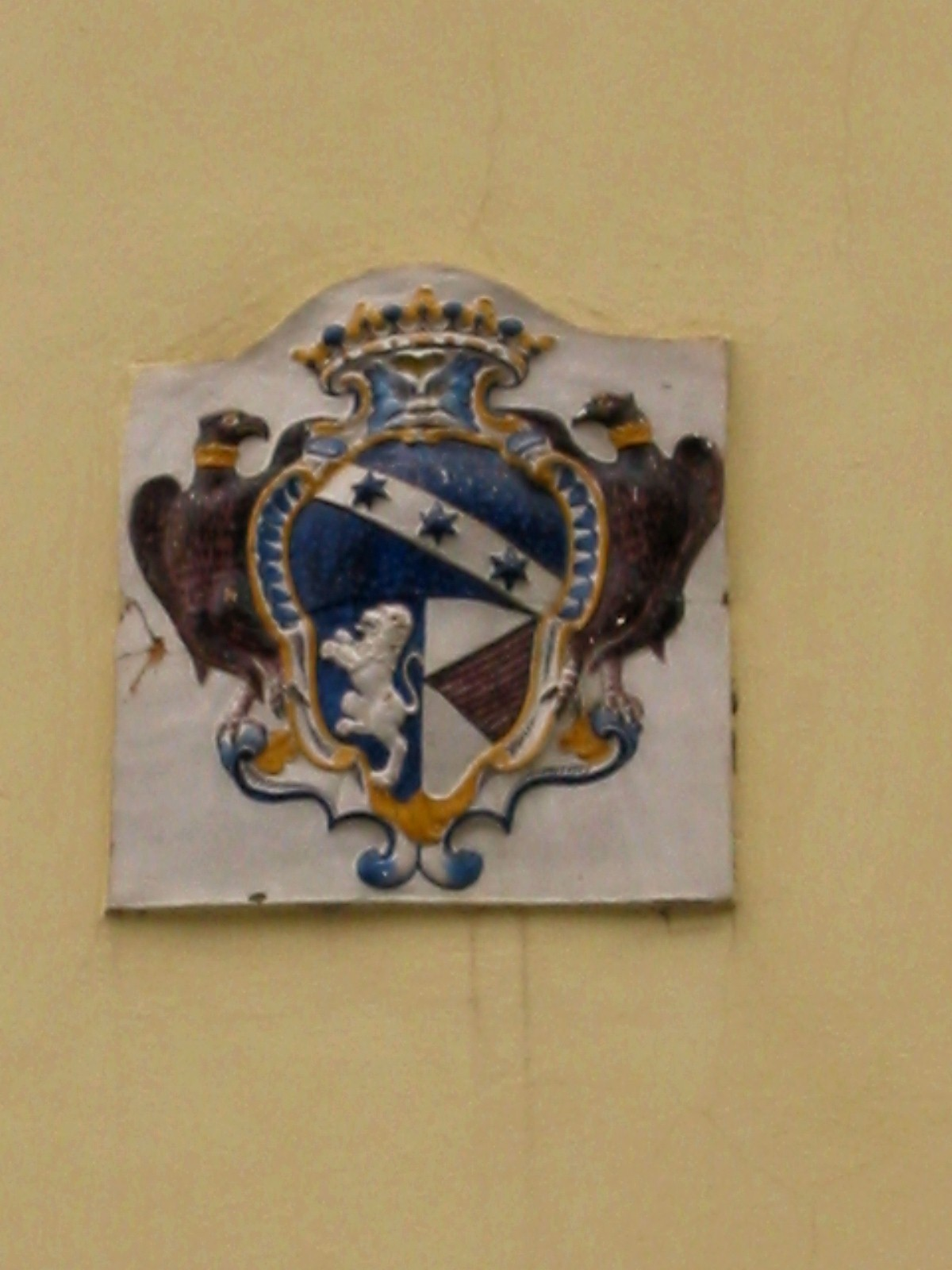
Stemma della famiglia Ginori Lisci

Furono anni quelli della prima metà del XIX secolo di forte espansione per la Manifattura di Porcellane Ginori a Doccia. Basti pensare che nel 1873 gli addetti erano 500, diventati 1 500 nel 1896 all'atto della fusione con la Richard di Milano. Si ritenne allora che Settimello, la frazione più popolosa di Calenzano, potesse espandersi e beneficiare dei vantaggi portati dalla crescita dell'industria sestese. Per ciò nel 1854 venne decisa la costruzione di una nuova sede comunale, in località Carpugnane, a poca distanza dalla vecchia sede del maire napoleonico. Le cose però non andarono nel modo sperato. Settimello non si ingrandì tanto quanto era previsto e il benessere derivante dalla floridezza della Manifattura di Doccia, andò soprattutto a vantaggio della vicina Sesto. A questo si aggiunse un calo demografico dovuto in parte anche a un'epidemia di colera. Nel 1850 gli abitanti erano 6 047, mentre dieci anni dopo erano scesi a 5 903. A partire dal 1865 la popolazione di Calenzano tornò a crescere, ma in modo lento e graduale. Una crescita a cui contribuì il basso numero di calenzanesi che emigrarono all'estero. Dai 6 475 abitanti del 1865, si passò ai 7 979 del 1924.
La principale attività economica di Calenzano restò per tutta la seconda metà dell'Ottocento e per buona parte del Novecento l'agricoltura. Essa era per molti abitanti la più importante, se non l'unica fonte di reddito. Accanto al lavoro dei campi acquisì un certo rilievo l'industria, o per meglio dire la protoindustria, della lavorazione della paglia. Tra gli addetti nell'industria della paglia nacquero le prime cooperative operaie che tra Sesto, Settimello e Calenzano riunivano complessivamente oltre 500 soci. Da una relazione del 1892 redatta dal Ministero dell'Agricoltura, Industria e Commercio veniamo a sapere che a Calenzano esistevano all'epoca 19 opifici in cui lavoravano 81 operai. Si trattava di industrie di piccole dimensioni in cui era ancora forte e marcata la presenza artigianale. Stando a un'altra relazione stilata nel 1906 dalla Camera di Commercio di Firenze, Calenzano era da considerarsi: "quasi totalmente agricolo" e la sua popolazione: "è per due terzi composta di coloni". Veniva coltivato soprattutto frumento, in particolare il grano detto "gentile" e si ricavavano vino e olio dalle viti e dagli olivi impiantati sulle colline. 

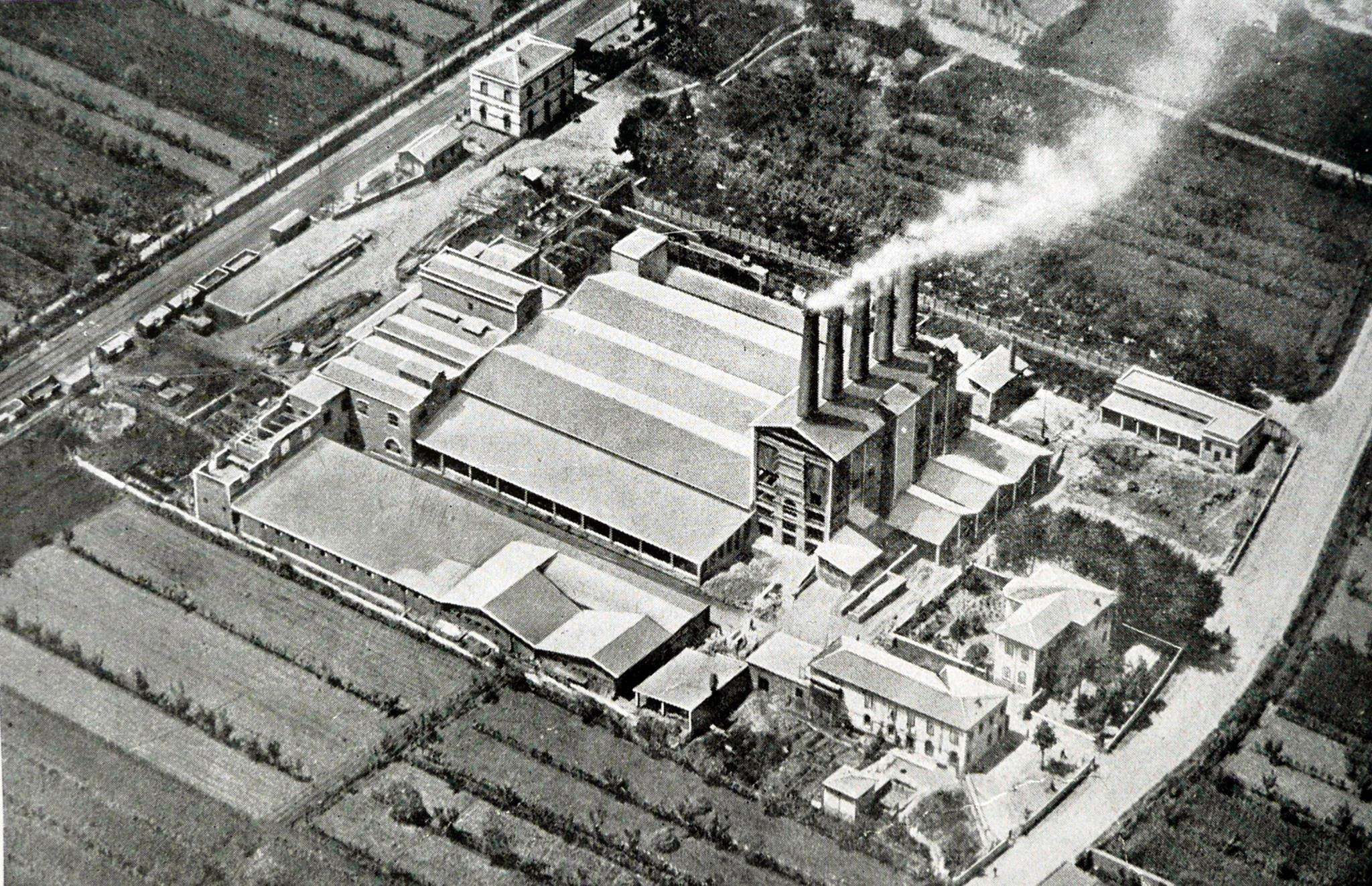
Lo stabilimento Valmarina

Parlando del mondo rurale non si può non fare un accenno al ruolo fondamentale svolto nell'organizzazione socio-economica del territorio dalla mezzadria. Il contratto mezzadrile, abolito nel 1964, legava i coloni alla terra che lavoravano. Questo spiega in parte la scarsa emigrazione dalle campagne toscane. Gli investimenti da parte dei proprietari terrieri erano bassi e la produzione volta in gran parte all'autoconsumo. Secondo una tesi consolidata la mezzadria impediva indirettamente la nascita di un moderno tessuto industriale, proprio a causa della cristallizzazione della società che si generava in questo regime di dipendenza tra colono e padrone. 

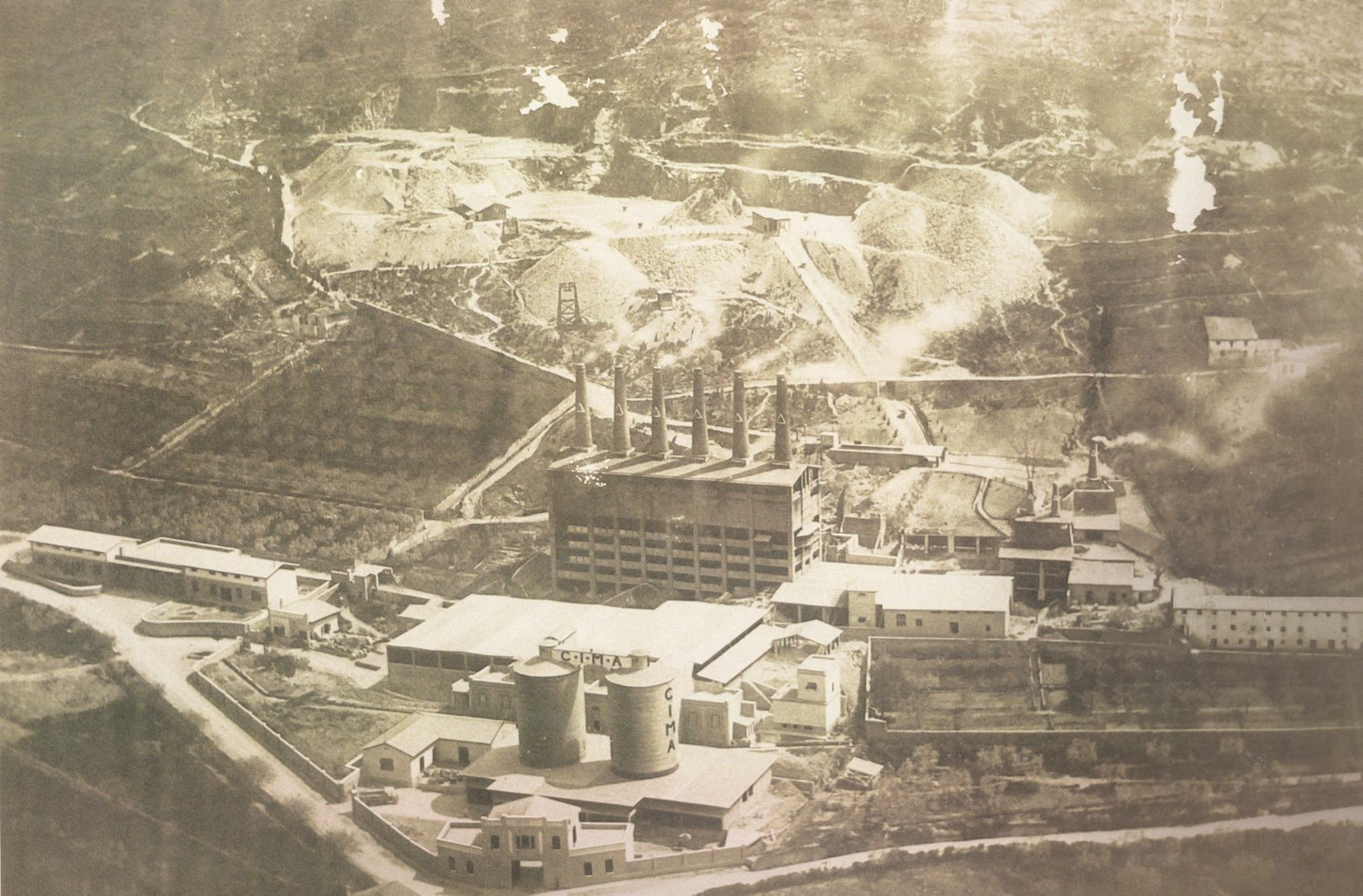
Il cementifico Marchino negli anni '20

Tra la fine del XIX e l'inizio del XX secolo iniziarono a sorgere le attività che più di tutte caratterizzeranno il panorama paesaggistico e industriale di Calenzano fino agli anni settanta: l'estrazione di minerali non ferrosi e la conseguente produzione in fornaci di calce e cemento. Sul territorio comunale sono state attive fino a dieci cave e due grandi impianti industriali per la lavorazione dei materiali lapidei. Il primo fu il cementificio C.I.M.A. impiantato nella frazione di Settimello, sfruttando la vicinanza delle cave poste nelle colline retrostanti. È ancora oggi in attività e fa parte del gruppo Buzzi Unicem. Il secondo, collocato nei pressi della stazione ferroviaria, per beneficiare del trasporto via treno, fu il cementifico Valmarina, realizzato su iniziativa dell'ing. Stefanutti nel 1914. Grazie all'impiego di un nuovo tipo di forni vi si arrivarono a produrre fino a 250 000 quintali di cemento l'anno. Questo stabilimento è stato invece smantellato all'inizio degli anni settanta. Era l'evoluzione su larga scala e con l'uso di moderne tecnologie di un tipo di lavorazione già presente da secoli a Calenzano. Ricordiamo le numerose piccole formaci adibite alla produzione di laterizi, orci e conche delle quali abbiamo già detto.

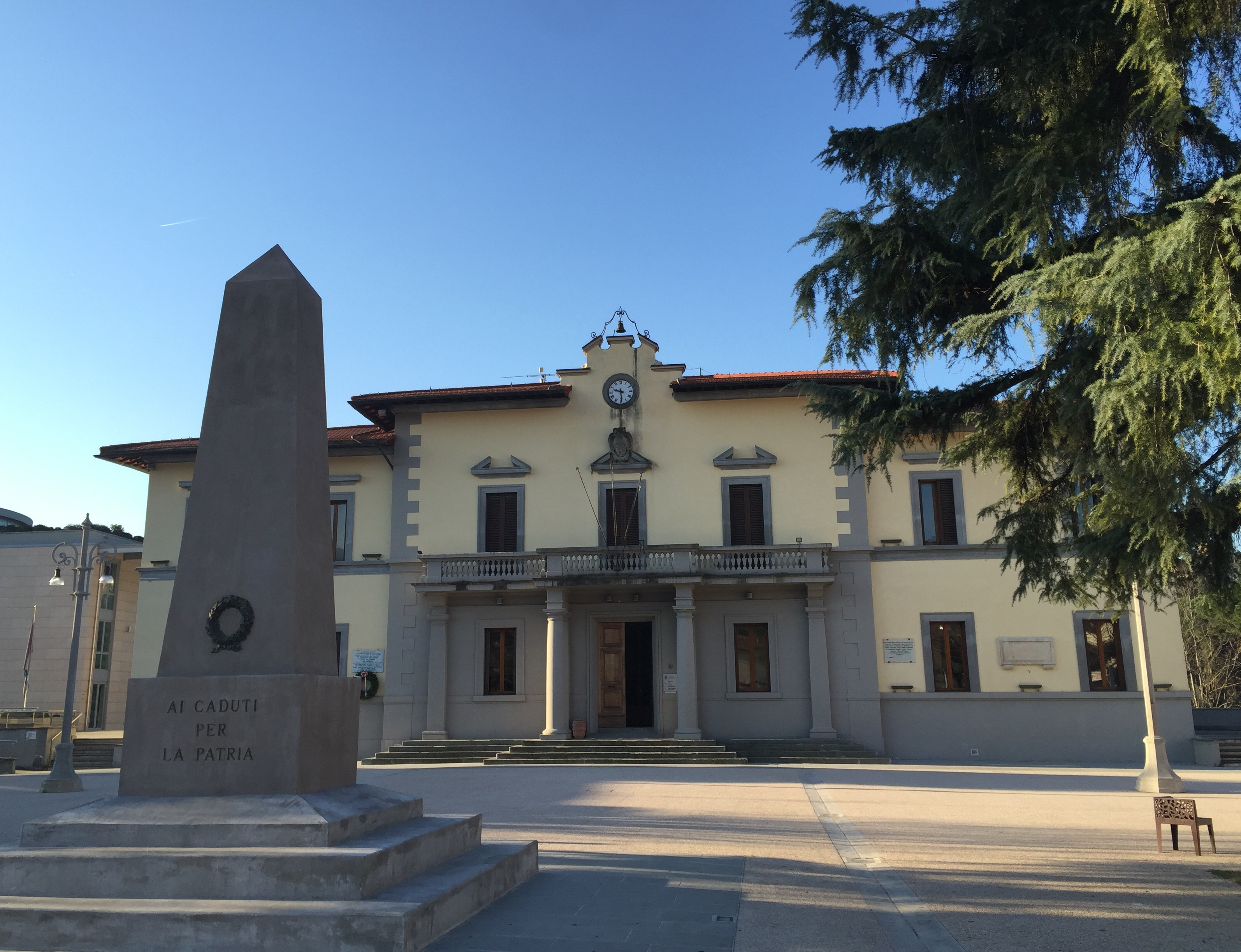
Il palazzo comunale e la piazza Vittorio Veneto nel loro aspetto attuale

Negli ultimi anni dell'800 iniziò a costituirsi una nuova frazione, incastonata tra i colli del Castello e di San Donato. L'abitato venne chiamato "il Donnini" dal cognome del proprietario della prima casa che vi si edificò. Era costui un certo Torello Donnini, arricchitosi proprio grazie alla lavorazione della paglia. Questa frazione sarà destinata a diventare quello che è ancora oggi il centro di Calenzano. La sede comunale, a metà strada tra il nuovo nucleo e la frazione di Settimello, rimase quindi isolata e decentrata, iniziando a mostrare l'inadeguatezza a svolgere al meglio le sue funzioni. In epoca fascista, dopo un lungo dibattito e ben otto progetti presi in visione, fu scelto di costruire il nuovo palazzo comunale al Donnini. Il municipio venne ultimato nel 1936 e svolge ancora oggi le sue funzioni, affiancato dal moderno polo istituzionale, inaugurato nel luglio del 2011. Durante la Grande Guerra partirono da Calenzano ben 850 giovani diretti al fronte. Un numero molto alto se pensiamo che gli abitanti erano meno di 8 000. 681 fecero ritorno, 169 "mancarono ai vivi", come si usava scrivere allora per comunicare ai familiari la perdita di un parente, evitando di pronunciare il termine "morte" per alleviare la pena.
In epoca fascista, oltre alla costruzione del nuovo municipio, furono intraprese altre opere di pubblica utilità: il rifacimento generale delle strade, una nuova illuminazione, il primo collegamento via autobus con Firenze, i ben noti incentivi alla produzione agricola e alla vita rurale. Grazie alla generosità dei coniugi Dandolo e Giulia Mattòli, nobili proprietari della villa Ginori al Castello, venne costruito il primo acquedotto, inaugurato addirittura alla presenza dell'arcivescovo di Napoli.

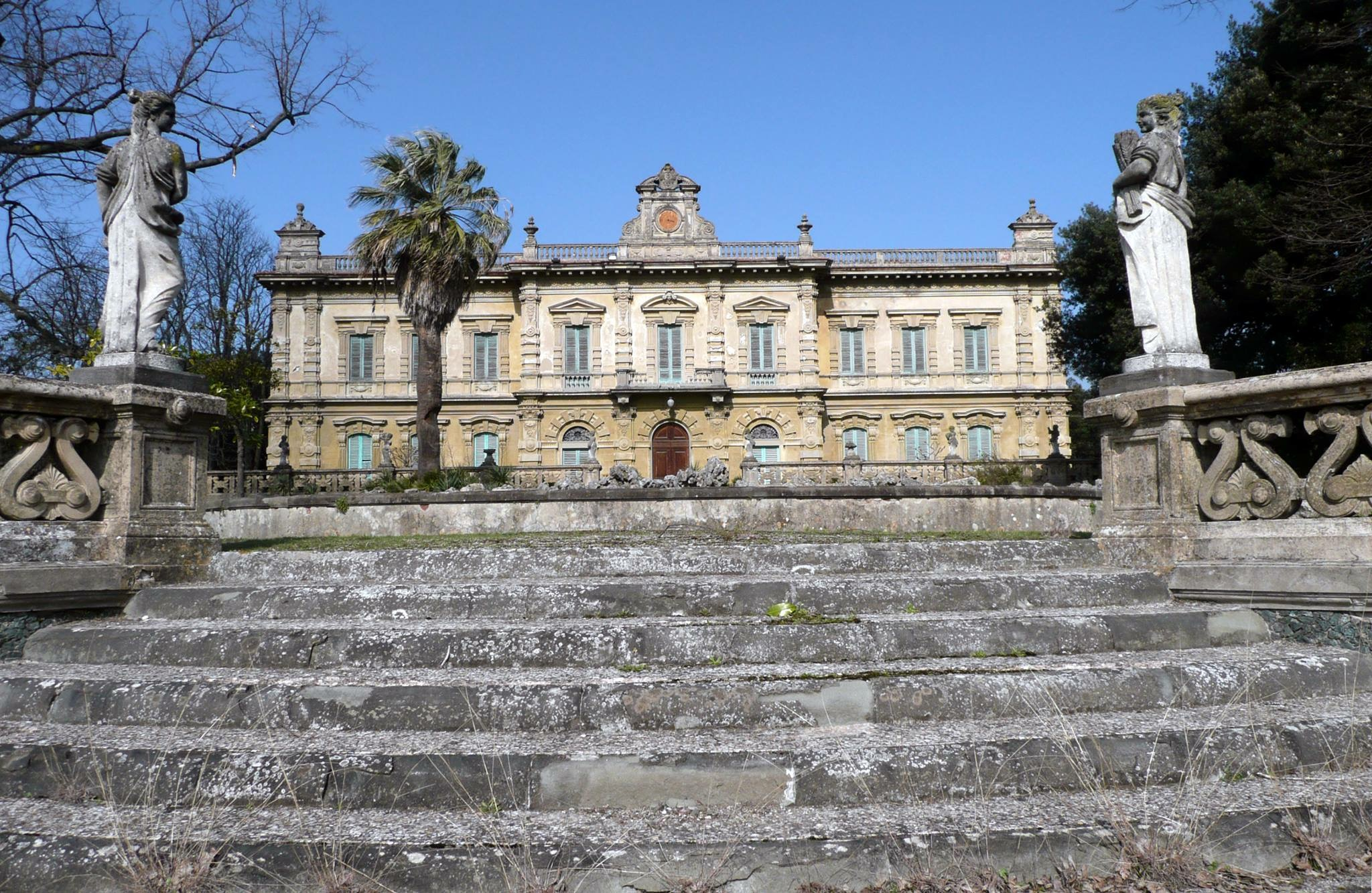
Villa Peragallo

I vantaggi materiali di cui poté godere la popolazione — in larghissima parte ancora tutta legata al lavoro dei campi —ebbero come contropartita le costrizioni, i soprusi e il controllo di ogni aspetto dell'esistenza che comporta il vivere sotto un regime totalitario. Quegli tra le due guerre furono anche gli anni di massimo splendore per Villa Peragallo, lo straordinario complesso di edifici in stile eclettico con parco monumentale, già di proprietà dei Targioni, esempio unico in provincia di Firenze, che occupa tutta la parte meridionale della collina del castello. In questo suggestivo scenario si svolgevano feste paesane e processioni religiose, come quella delle Quarantore. Oggi purtroppo, dopo un trentennio di colpevole abbandono, gli edifici versano in un grave stato di decadenza.

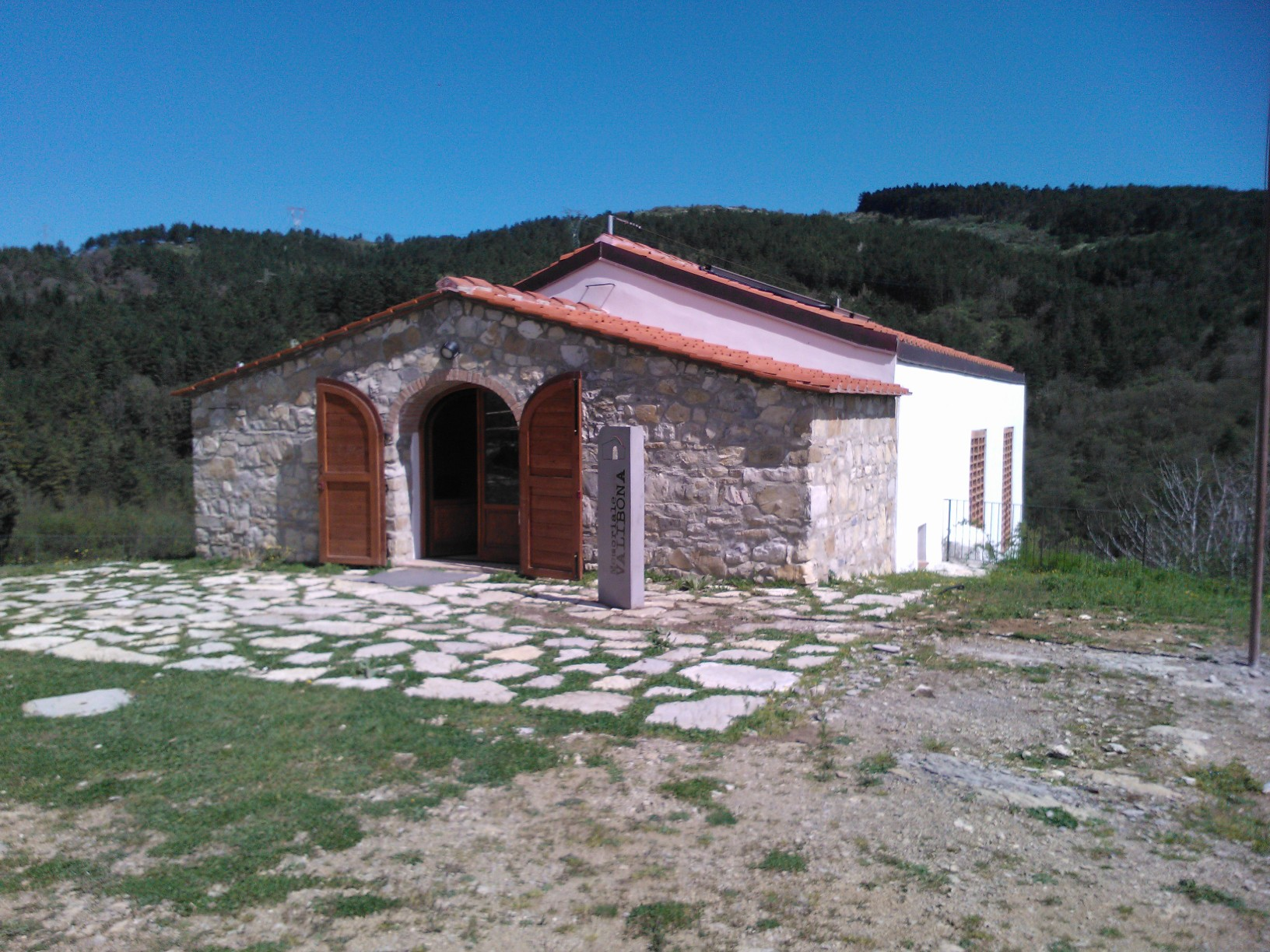
Il memoriale della battaglia di Valibona

Le sofferenze e le privazioni degli anni della seconda guerra mondiale hanno lasciato un ricordo indelebile nella popolazione, rimasto ancora vivo grazie alla memoria degli anziani sopravvissuti. A partire dal novembre del 1943 Calenzano fu occupata dalle truppe germaniche che stabilirono il loro comando proprio a Villa Peragallo. Subito dopo l'8 settembre iniziarono a organizzarsi vari gruppi di resistenza, composti principalmente da giovani renitenti alla leva, ex prigionieri di guerra stranieri e dissidenti politici. Il loro principale teatro d'azione divennero Monte Morello e la catena della Calvana. Qui nell'isolato borgo di Valibona ebbe luogo il 3 gennaio 1944 la prima battaglia per la Resistenza in Toscana. Una piccola formazione partigiana di 17 uomini, guidata da Lanciotto Ballerini, riuscì a fronteggiare oltre 150 militi fascisti. Nello scontro perì assieme a due compagni lo stesso Ballerini, poi decorato con la Medaglia d'Oro al Valor Militare. Il loro sacrificio permise la fuga degli altri membri del gruppo d'azione.
La presenza della linea ferroviaria e dei due grandi cementifici di cui abbiamo parlato, rendevano Calenzano una zona rilevante dal punto di vista strategico. A più riprese gli aerei alleati, in particolare tra luglio e settembre '44, sganciarono le loro bombe, nel tentativo di interrompere le comunicazioni del nemico e provocando allo stesso tempo distruzioni e morti tra i civili. La popolazione trovava rifugio nei boschi, nelle grotte carsiche della Calvana, o nelle gallerie scavate nelle cave retrostanti al cementificio Marchino di Settimello. Non mancarono le ruberie, i rastrellamenti e le esecuzioni sommarie da parte dei nazifascisti.
La Liberazione arrivò finalmente il 6 settembre.

### Dal dopoguerra a oggi

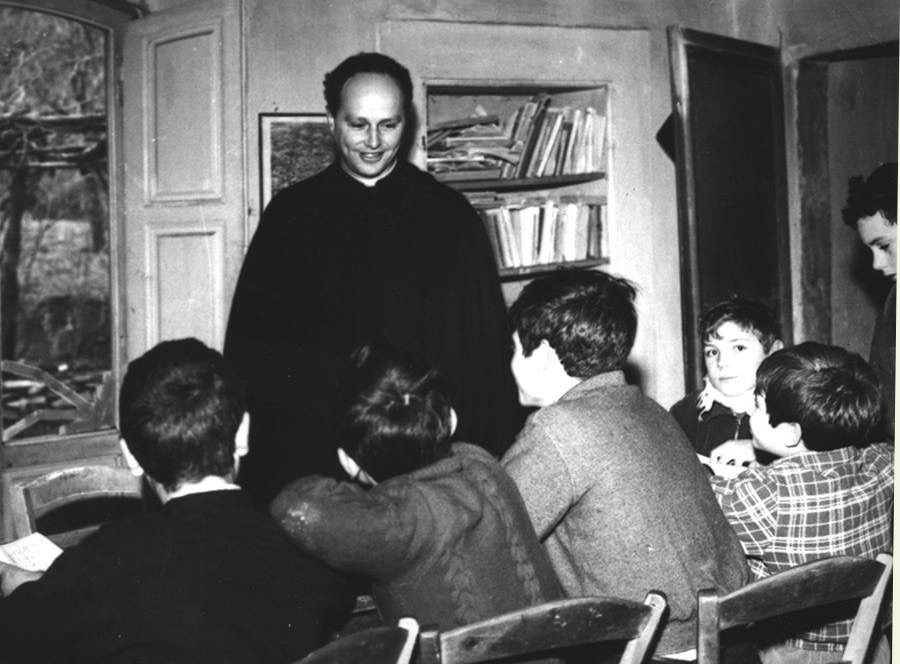
Don Milani con i ragazzi della scuola popolare

Il periodo della ricostruzione fu duro e pieno di difficoltà, così come per il resto del Paese. Strade e ponti erano gravemente danneggiati e oltre 500 persone non avevano più una casa in cui abitare. Malgrado le distruzioni materiali e morali, si ebbe una ripresa della vita politica democratica incentrata intorno ai partiti che avevano contribuito alla Lotta di Liberazione. In un contesto così problematico, a livello sia economico sia sociale, nel 1947 arrivò a Calenzano un giovane sacerdote fresco di seminario, il cui nome sarebbe rimasto indissolubilmente legato a quello della comunità: don Lorenzo Milani.
Nel 1957 Calenzano venne classificato "zona depressa", un importante incentivo per l'insediamento di nuove imprese che godevano dell'esenzione totale delle imposte dirette per i primi dieci anni di attività e la possibilità di accedere a finanziamenti agevolati. Oltre a ciò la vicinanza con Prato e Firenze, la storica presenza della linea ferroviaria, e soprattutto a partire dal 1961, i vantaggi derivanti dal passaggio dell'Autostrada del Sole, contribuirono in modo determinante a un rapido sviluppo dell'economia del territorio. Caratteristica peculiare di Calenzano era quella di aver il maggior numero di addetti impiegati in industrie medio-grandi rispetto agli altri comuni dell'area fiorentina. I settori più rilevanti erano quello laniero — non serve ricordare ulteriormente il forte legame con Prato — la carpenteria metallica, la lavorazione dei minerali non ferrosi per produrre calce e cemento e la costruzione di mezzi di trasporto, soprattutto camper e piccoli veicoli industriali. A partire dagli anni cinquanta l'industria calenzanese comincia a diversificarsi: le cementizie perdono la loro preminenza e si affacciano sulla scena nuove manifatture legate al tessile e alla meccanica — come abbiamo già visto — ma anche alla confezione di capi d'abbigliamento.
Questo slancio proseguirà forte e continuo almeno fino all'inizio degli anni settanta, quando il numero delle imprese presenti sul territorio ha cominciato a decrescere. 

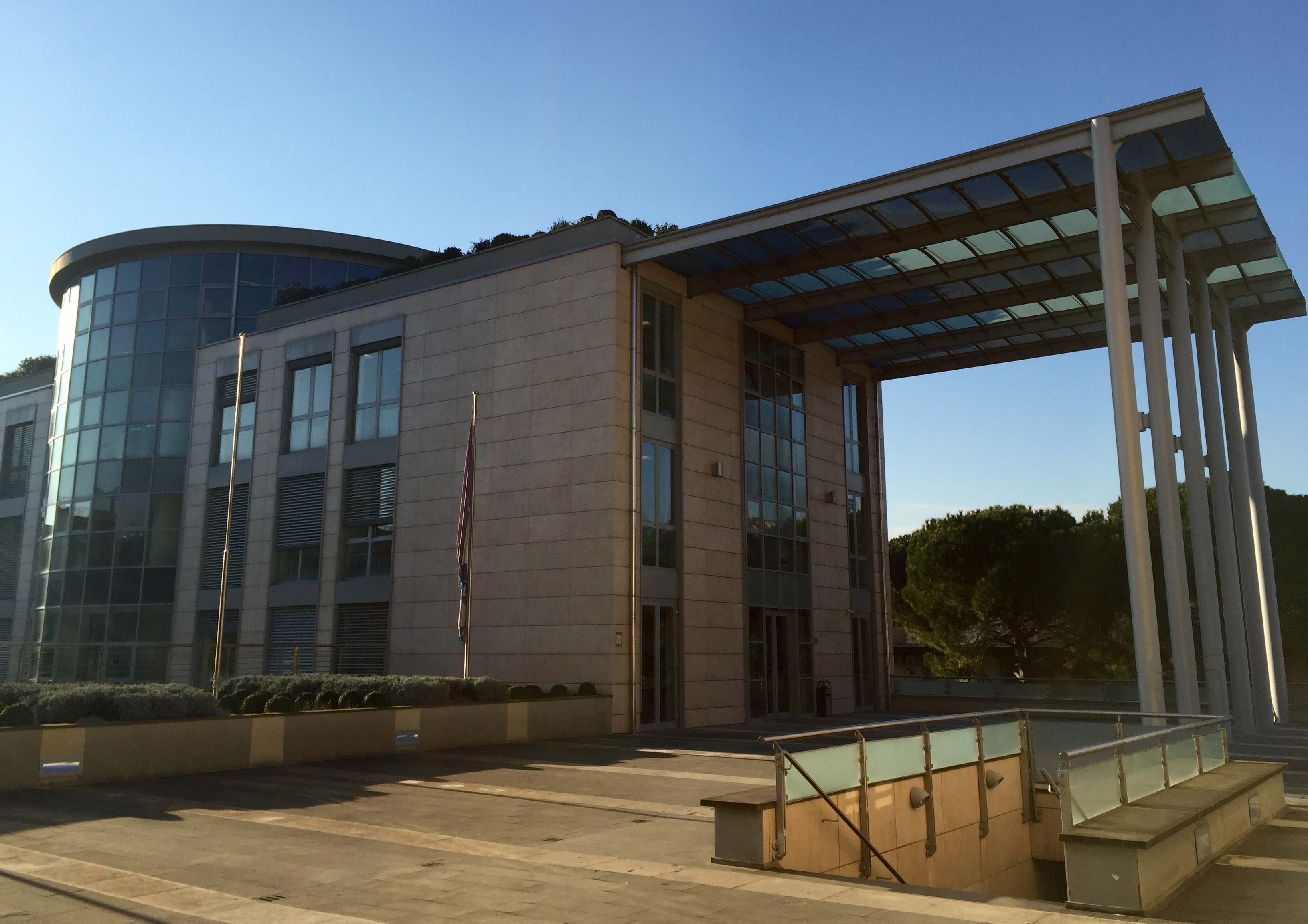
Il nuovo polo istituzionale inaugurato nel 2011

La fase post industriale, iniziata alla fine degli anni ottanta, è ancora in corso. Se da una parte si è ridotto il numero delle ditte che "producono", dall'altra molte sono le nuove imprese, anche di rilevanza nazionale, che offrono servizi -in primis la spedizione di merci- che hanno scelto Calenzano per la presenza del casello autostradale situato a poca distanza da Firenze. Ancora nel 2007 il numero di lavoratori per azienda era in media il più alto dell'area fiorentina.
Voltandoci indietro possiamo vedere come negli ultimi sessant'anni il volto di Calenzano sia radicalmente mutato. Con la fine della mezzadria e l'inizio di una vera fase di moderna industrializzazione l'agricoltura ha ceduto per sempre il passo e, pur non scomparendo, la sua importanza si è ridotta drasticamente. Un mondo fatto di tradizioni, usi, costumi, legami interpersonali e valori antichi è scomparso irrimediabilmente. A questo fanno da contraltare i vantaggi materiali, sociali e il maggiore benessere di cui tutti hanno potuto godere. Per fortuna: "La gran parte del territorio di Calenzano è rimasta pressoché congelata a un livello di sviluppo antecedente le ultime drastiche trasformazioni portate nella piana dall'insediamento industriale". Si verifica quindi un particolare dualismo tra la montagna, i boschi, le colline ricoperte di viti e ulivi, i campi coltivati e la pianura industrializzata, che rende ancora oggi Calenzano "kalòn ánthos", un bel fiore.

### Simboli
Lo stemma e il gonfalone del comune di Calenzano sono stati concessi con D.P.R. del 3 febbraio 1998 e sostituiscono una precedente versione, riconosciuta con decreto del capo del governo del 9 luglio 1931, che si presentava priva della banda.
Il gonfalone è un drappo di azzurro.

## Monumenti e luoghi d'interesse
Particolarmente interessante è Calenzano Alto, il borgo medievale col suo castello. In località Settimello si estende il Parco del Neto, nell'800 già parco della villa dei conti Gamba. Il paesaggio stesso è una risorsa turistica importante. La frazione di Travalle con il suo parco agricolo, quella di Sommaia con i terrazzamenti ricoperti da ulivi, i casolari e le ville fattoria che punteggiano il territorio, costituiscono un perfetto esempio di ambiente rurale toscano.

### Architetture religiose
- Chiesa di San Niccolò
- Chiesa di Maria Ss. Madre di Dio
- Pieve di San Donato
- Pieve di Santa Maria
- Chiesa di San Pietro
- Chiesa di Santa Lucia
- Chiesa di Santa Maria delle Grazie
- Oratorio della Compagnia del Santissimo Sacramento
- Oratorio della Visitazione
- Oratorio di San Pietro
- Pieve di San Severo
- Chiesa di Santa Maria alla Querciola
- Eremo di Sant'Anna Vecchia
- Chiesa di Santo Stefano a Secciano
- Chiesa di Santa Lucia a Settimello
- Chiesa di San Rufignano a Sommaia
- Chiesa di Santo Stefano a Sommaia
- Chiesa di Santa Maria a Travalle

### Architetture civili
- Villa Barbensi in via Pratese
- Villa Carmignani in località Settimello
- Villa Carmine o Villa medicea di San Donato
- Villa Il Castellaccio in via di Baroncoli
- Villa Cintolesi in via Baldanzese
- Villa Gamba in località il Neto
- Villa Ginori del Castello di Calenzano in via del Castello
- Villa Ginori a Collina in via di Collina
- Villa Fossi in località il Neto
- Villa di Macìa in località Macìa
- Villa Martini Bernardi in località Sommaia
- Villa Massedonica in località Sommaia
- Villa Peragallo in via del Castello
- Villa Montedomini in località Chiusa
- Villa Morrocchi in via Vicinale del Chiuso
- Villa Le Prata in località La Colonia
- Villa Il Pratello in località Travalle
- Villa di San Donato in località San Donato
- Villa di Spugnoli in località Spugnoli
- Villa del Tabernacolo in via Vittorio Emanuele
- Villa La Torricella in via del Buon Riposo
- Villa di Travalle in località Travalle
- Villa di Volmiano in località Legri

#### Teatri
- Teatro Manzoni

### Architetture militari
- Castello di Calenzano
- Castello di Legri
- Rocca degli Strozzi in via di Baroncoli
- Torre di Baroncoli in via di Baroncoli

## Società

### Evoluzione demografica
Abitanti censiti

### Etnie e minoranze straniere
Secondo i dati ISTAT al 31 dicembre 2015 la popolazione straniera residente era di 1 233 persone. Le nazionalità maggiormente rappresentate in base alla loro percentuale sul totale della popolazione residente erano:
- Romania 310 1,77%
- Albania 307 1,76%

## Cultura

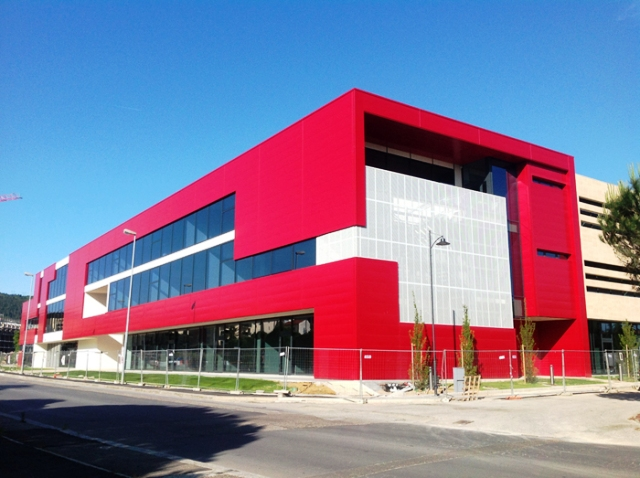
Design Campus, il polo universitario di Calenzano

### Istruzione

#### Università
A Calenzano sono presenti alcuni corsi di laurea della Scuola di Architettura dell'Università degli Studi di Firenze. Dall'ottobre del 2012 le lezioni si svolgono in una moderna struttura denominata Design Campus.

#### Biblioteche

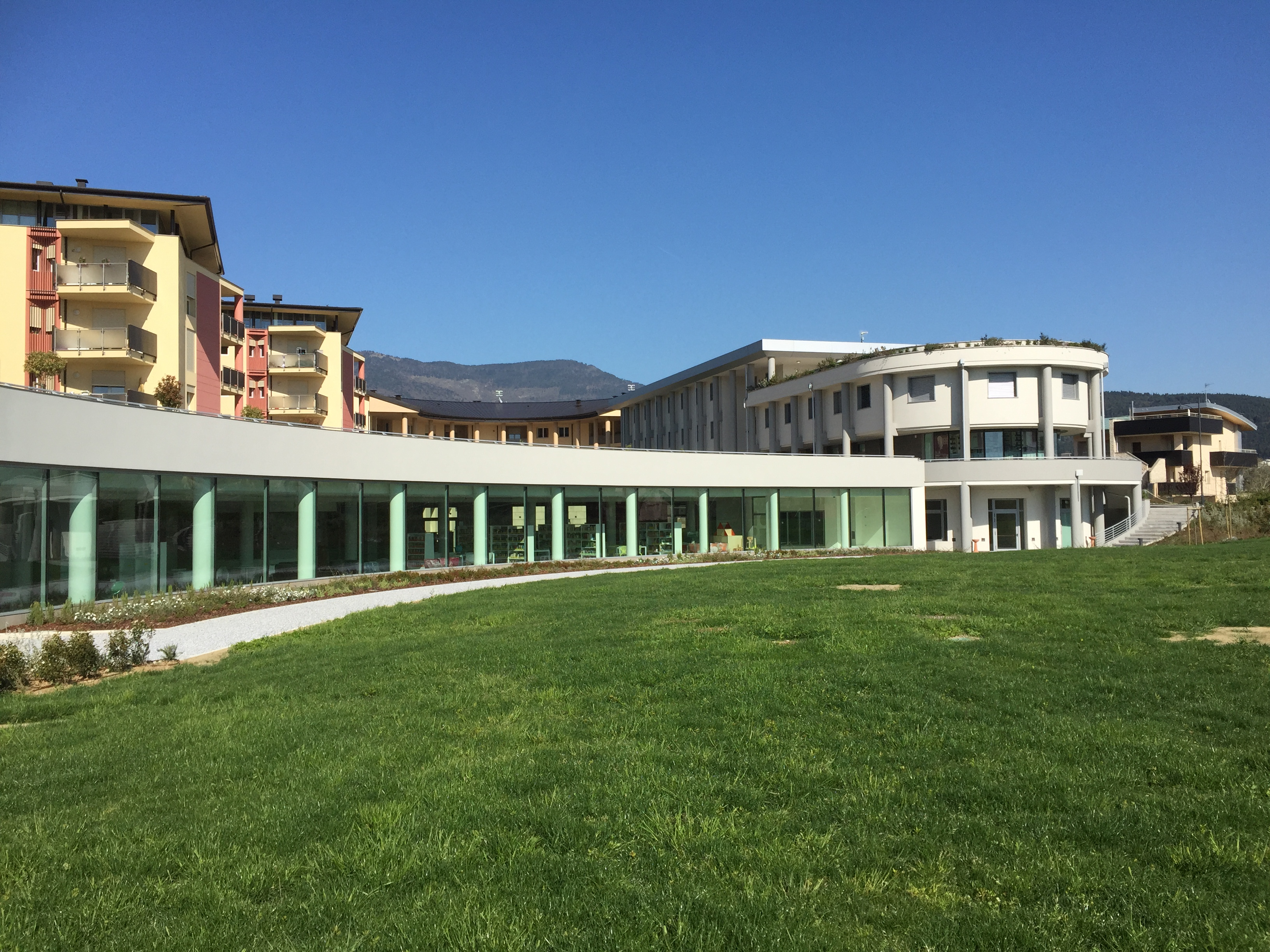
CiviCa, la biblioteca comunale di Calenzano

Il 9 maggio 2015 è stata inaugurata la nuova biblioteca comunale, denominata CiviCa. La struttura sorge nei pressi del campus universitario e della nuova casa dello studente, intitolata a Margherita Hack. Dotata di una sala polivalente, di un anfiteatro all'aperto usato per convegni, spettacoli, proiezioni e concerti, e di moderni strumenti informatici multimediali, sta diventando di fatto, insieme al Teatro Manzoni, uno dei più rilevanti centri di diffusione culturale della zona.

### Musei
Museo del Figurino Storico
Fondato nel 1981, dalla metà degli anni novanta propone un percorso museale rivolto in particolare alla didattica. I pezzi esposti non sono semplici soldatini, ma prendono forma grazie a un sapiente lavoro artigiano e traggono ispirazione da fonti iconografiche e documentarie del passato. Attraverso la visione di modellini e diorami, nonché di uniformi, equipaggiamenti militari, mappe e bandiere, si cerca di promuovere la conoscenza della storia europea e del territorio. Il museo è diviso in sezioni: gli Etruschi e la civiltà romana, il Medioevo dei castelli e dei comuni fino alla caduta della Repubblica Fiorentina, l'età napoleonica, il Risorgimento, la Grande Guerra e la seconda guerra mondiale, con particolare attenzione alle vicende della Linea Gotica e della Resistenza.
Museo del Design Industriale
Costituita nel 2005, la Fondazione Anna Querci possiede circa cento opere notevoli per il loro design, dagli anni sessanta a oggi. Tra queste spiccano la poltrona Sanluca (1960) di Pier Giacomo Castiglioni e Achille Castiglioni, la celebre poltrona Sacco (1968) di Piero Gatti, Cesare Paolini, e Franco Teodoro, nonché la sedia Vertebra (1979) di Emilio Ambasz e Giancarlo Piretti. Altri pezzi sono il casco Fighter Bluetooth di Momo Design (2003), la lampada innovativa Anellum (2005) di Massimiliano Zoggia per Muvis, la macchina per scrivere Valentine (1969) di Ettore Sottsass, la bicicletta Graziella (1964) di Rinaldo Donzelli. Sono esposti inoltre, prodotti storici delle ditte Brionvega, Danese, Flos, Olivetti e così via, fino a pezzi progettati da Renzo Piano e da Enzo Mari. Il museo è ospitato all'interno della struttura universitaria del Design Campus.

### Teatri

#### Teatro Manzoni

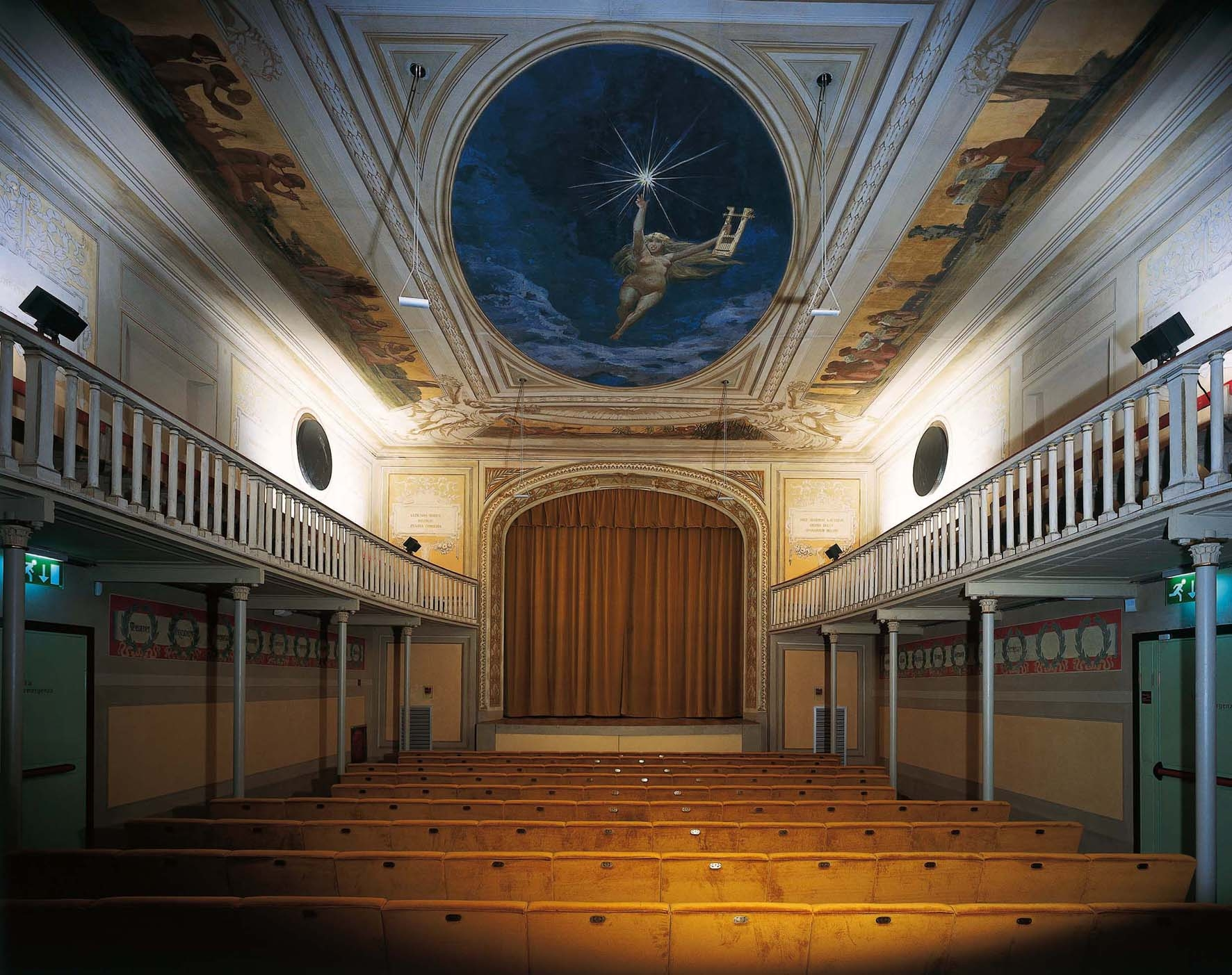
L'interno del Teatro Manzoni

Il Teatro Manzoni, in origine Teatro "Principe di Napoli", venne costruito nel 1894 dalla Società Civile Filarmonica con il contributo di famiglie illustri della nobiltà e della borghesia fiorentina. La prima opera a esservi rappresentata, il 21 aprile 1895, fu La favorita di Gaetano Donizetti. L'edificio è un piccolo gioiello in stile eclettico e conserva al suo interno pregevoli affreschi del pittore Annibale Brugnoli. Trasformato in cinema divenne di proprietà comunale nel 1937. Nel 1941 passò all'Opera Nazionale del Dopolavoro e prese il nome attuale nel 1945. Dopo alterne vicende di degrado e abbandono, dal 1990 al 1993 il teatro ha subito un primo restauro strutturale e dopo una seconda fase di lavori è stato riaperto al pubblico nel 2002, divenendo un importante luogo di cultura per il territorio. Attualmente è gestito dall'Associazione "Il Teatro delle Donne" Centro Nazionale di Drammaturgia. Vi hanno sede la Scuola Nazionale di Scrittura Teatrale, fondata nel 2004 da Dacia Maraini e la Calenzano Teatro Formazione, fondata da Stefano Massini.

### Cucina
L'olio è il prodotto principe dell'enogastronomia locale. Viene ricavato dalla frangitura delle olive raccolte sulle colline calenzanesi, da cui si ottiene un olio di elevata qualità. Oltre alla fertilità del terreno, anche la posizione geografica e il clima favoriscono la coltivazione dell'olivo. All'olio di Calenzano è stata accordata la DOP (denominazione di origine protetta) come "Olio Extravergine di Oliva delle Colline Fiorentine". Ogni anno questo prodotto simbolo della Toscana nel mondo viene celebrato nella Fiera dell'Olio di metà novembre.

### Eventi
- Festa di Primavera, in località Nome di Gesù (in aprile)
- Fiera dei Cavalli, in località Carraia (in settembre)
- Fresco d'Estate, in località Carraia (da fine agosto a inizio settembre)
- Mostra Mercato dell'Olio Nuovo (in novembre)
- Festa dell'Ambiente (ultima settimana di settembre)
- Carnevale Medievale (fine febbraio)
- Festa della Misericordia di Calenzano (seconda metà di giugno)
- Lunaria (festival delle arti di strada), nel borgo di Calenzano Alto (in giugno)

#### Mercati rionali
- Carraia - Via Bellini - Lunedì
- Centrale - Via Don Minzoni - Mercoledì
- Settimello - Via Cioni - Venerdì
- Donnini - Piazza del Ghirlandaio - Sabato

## Geografia antropica

### Urbanistica
- Giardini pubblici: 15,22 ettari
- Parchi: 20,59 ettari
- Verde di pertinenza di edifici pubblici: 0,62 ettari
- Verde sportivo: 6,25 ettari
- Verde scolastico: 2,54 ettari
- Verde stradale: 5,31 ettari
- Verde stradale di pregio: 1,93 ettari
- Orti sociali: 2,01 ettari
- Incolti e altro: 3,96 ettari
- Aree gioco: 25 ettari
- Aree per cani: 6 ettari

### Frazioni

#### Nome di Gesù
Piccola località il cui nome nasce da un grande stemma votivo di ispirazione cristiana, posto nella parete più a ovest dell'ex stazione ferroviaria (da decenni abitazione privata) alla base del quale si legge la frase votiva: Nel Nome di Gesù e di Maria.

#### Croci di Calenzano
Situata a 428 metri d'altitudine, è la frazione più elevata del comune. Geograficamente il passo delle Croci di Calenzano segna la linea di demarcazione tra la dorsale appenninica tosco-emiliana e la pianura fiorentina, anche se il percorso si inerpica gradualmente, fin da quando ci si lascia alle spalle il centro di Calenzano. Negli ultimi anni, numerosi insediamenti abitativi hanno visto la frazione divenire una zona residenziale di pregio.

#### Carraia
La frazione sorge presso l'antico guado che permetteva, a chi arrivava dalla piana pratese, dopo aver valicato i monti della Calvana, di attraversare la Marina per raggiungere la via "maestra" che saliva al passo delle Croci e arrivava in Mugello. La pieve di santa Maria, fulcro dell'abitato, aveva in origine la facciata rivolta verso il monte. Tra il 1940 e il 42 per ragioni di praticità ne fu capovolto l'impianto, ricavando l'entrata attuale in quella che un tempo era l'abside.

#### Legri
Il centro abitato di Legri si raccoglie intorno all'antica pieve romanica di san Severo, la cui esistenza è documentata fin dal X secolo, ma molto probabilmente risalente al V-VI secolo. Da qui passavano le antiche vie di crinale che costeggiando il torrente Marinella e risalendo i contrafforti occidentali di Monte Morello, portavano in Mugello. Il castello, un tempo feudo dei conti Guidi, dopo aver perso la sua funzione militare fu trasformato in fattoria. La vocazione agricola della frazione è testimoniata dalla celebrazione il 17 gennaio della festa di sant'Antonio Abate, protettore degli animali, durante la quale il sacerdote benedice gli animali da cortile. Presso l'abitato è presente un lago artificiale per la pesca sportiva alla trota.

#### Travalle
Questa piccola frazione è incastonata tra le pendici orientali della Calvana e il colle detto "Uccellaia", dove di recente sono stati individuati i resti di una torre d'avvistamento medievale. Gli Etruschi e i Romani vi hanno lasciato varie testimonianze del loro passaggio. La terra fertile e la ricchezza di acque favoriscono lo sviluppo agricolo. L'abitato, rimasto sostanzialmente invariato nel suo aspetto rurale negli ultimi cento anni, è stato costruito intorno alla grande villa fattoria degli Strozzi. Su una collinetta che sovrasta la villa sono situati la chiesa di santa Maria e il piccolo cimitero. Molti casolari, in gran parte facenti capo alla fattoria, punteggiano con le loro belle forme i colli circostanti e accrescono la bellezza naturale del luogo. Per l'alto valore naturalistico oltre 120 ettari di terreno nella frazione sono stati inseriti nel Parco Agricolo di Travalle.

#### Settimello
Come è facile intuire il nome della frazione, la più popolosa del Comune, deriva dall'esser posta in corrispondenza del settimo miglio della strada romana che da Firenze conduceva a Pistoia. Vi passarono in precedenza anche gli Etruschi, come testimonia il cippo votivo conservato oggi a Villa Corsini. Nel Medioevo Settimello si sviluppa intorno alla chiesa di santa Lucia, sorta probabilmente su un'antica villa romana. Nel '500 l'abitato assume le caratteristiche che conserva ancora oggi e si espande verso le pendici di Monte Morello. All'inizio del Novecento viene costruita la grande cementizia C.I.M.A. poi Marchino, e oggi Buzzi Unicem, che nel secolo scorso ha dato lavoro a tanti settimellesi.

## Economia
A Calenzano operano circa 2 843 imprese e 635 ditte artigiane. Le attività più diffuse sono: il commercio all'ingrosso (314 soggetti), i lavori edili specializzati (193), il commercio al dettaglio (170), la fabbricazione di prodotti metallici (120), la lavorazione di prodotti agricoli e animali (76) e la fabbricazione di prodotti in pelle (75). Attiva e diffusa è anche l'arte della ceramica, rinomata per la particolare personalizzazione della produzione.

### Servizi

#### Protezione civile e antincendi
- In località La Chiusa, ha sede il centro mobile del Gruppo operativo di protezione civile della città metropolitana di Firenze. Ha una superficie di 14000 m² ed è situato in prossimità dell'autostrada A1 e della strada provinciale 8. Per il suo rilievo strategico è stato individuato dalla Regione Toscana come magazzino regionale d'area.
- In via Giusti, presso il Centro operativo comunale di protezione civile hanno sede il distaccamento dei vigili del fuoco volontari, aperto nel 2006, e la VAB (vigilanza antincendi boschivi).

## Amministrazione

### Sindaci
Di seguito è presentata una tabella relativa alle amministrazioni che si sono succedute in questo comune.
| Periodo        | Periodo        | Primo cittadino           | Partito                                                         | Carica  | Note   |
| -------------- | -------------- | ------------------------- | --------------------------------------------------------------- | ------- | ------ |
| 31 luglio 1985 | 15 giugno 1990 | Mauro Martini             | Partito Comunista Italiano                                      | Sindaco | [ 60 ] |
| 15 giugno 1990 | 24 aprile 1995 | Riccardo Gori             | Partito Democratico della Sinistra                              | Sindaco | [ 60 ] |
| 24 aprile 1995 | 14 giugno 1999 | Fabrizio Marcello Braschi | Coalizione di Centro-sinistra                                   | Sindaco | [ 60 ] |
| 14 giugno 1999 | 14 giugno 2004 | Giuseppe Carovani         | Coalizione di Centro-sinistra                                   | Sindaco | [ 60 ] |
| 16 giugno 2004 | 8 giugno 2009  | Giuseppe Carovani         | Coalizione di Centro-sinistra                                   | Sindaco | [ 60 ] |
| 8 giugno 2009  | 10 giugno 2014 | Alessio Biagioli          | Coalizione di Centro-sinistra                                   | Sindaco | [ 60 ] |
| 28 maggio 2014 | 26 maggio 2019 | Alessio Biagioli          | Coalizione di Centro-sinistra                                   | Sindaco | [ 60 ] |
| 27 maggio 2019 | 23 giugno 2024 | Riccardo Prestini         | Partito Democratico                                             | Sindaco | [ 60 ] |
| 24 giugno 2024 | in carica      | Giuseppe Carovani         | Sinistra per Calenzano, Per la mia città, Calenzano Democratica | Sindaco | [ 60 ] |

## Sport

### Calcio
La principale squadra di calcio del paese è il calenzano calcio, mai spintasi oltre le divisioni dilettantistiche anche se  ha militato in tutte, dalla terza categoria alla Serie D. I colori sociali sono il rosso e il blu, le gare interne si giocano al campo sportivo Paolo Magnolfi, intitolato allo storico amministratore cittadino. Il calenzano calcio ha squadre in tutte le categorie dalla prima squadra alla scuola calcio intitolata a Lorenzo Donati, calciatore rossoblù scomparso in un tragico incidente stradale.
Altre squadre presenti nel comune sono l'A.C. Settimello 1984 (nata nel 1984 e che nella stagione 2023-2024 si è fusa con la società pratese Prato 2000), l'A.S.D. Albacarraia Calcio 1997, la Polisportiva Carraia, anch'esse hanno una storia puramente dilettantistica.

### Atletica leggera
L'Atletica Calenzano, iscritta alla FIDAL e alla UISP, partecipa a gare su pista e su strada. È stata fondata nel 1977 grazie all'impegno di un gruppo di podisti, anche se viene citato il 1974 come anno costituente come memoria per un primo tentativo di coordinamento fra i circoli del comune per dar vita ad un'associazione di atletica leggera al paese. In origine, l'attività principale era costituita esclusivamente da corse su strada. Dal 1983, la società si è aperta anche all'atletica su pista. La società è affiliata alla Toscana Atletica Futura (per il settore maschile) e alla Toscana Atletica Empoli (per il settore femminile), tramite le quali gli atleti proseguono l'attività federale dalla categoria allievi in poi.